# Torneo di Wimbledon
Il Torneo di Wimbledon, anche noto come Wimbledon, è il più antico evento nello sport del tennis nonché il più apprezzato. Terzo torneo del Grande Slam in ordine cronologico annuale, preceduto dall'Australian Open e dagli Open di Francia e seguito dagli US Open, è l'unico Major ad essere giocato sull'erba. Si tiene annualmente tra giugno e luglio presso il sobborgo londinese di Wimbledon ([ˈwɪmbəldən]) in due settimane, iniziando, secondo la tradizione, cinque settimane prima del primo lunedì di agosto.

## Storia

### Dalle origini alla prima guerra mondiale

#### Prime edizioni

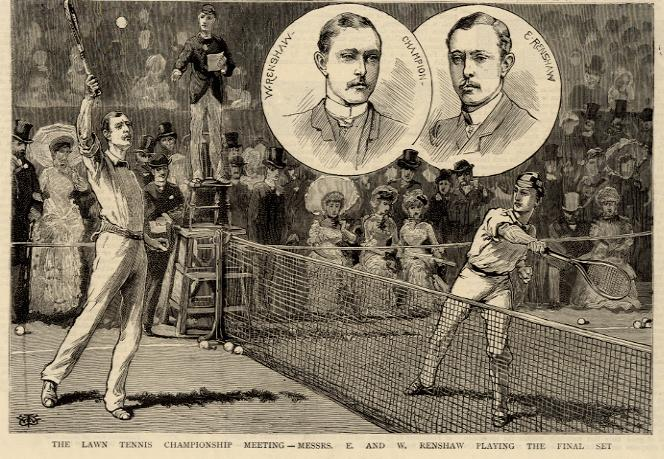
Vincendo 8 titoli in singolo e 5 di doppio, i fratelli Renshaw rimangono figure di primo piano nella storia di Wimbledon.

Le origini del Torneo di Wimbledon sono intimamente legate alle origini del tennis. Questo ha le sue radici nel jeu de paume, comparso nel 1874, quando il maggiore gallese Walter Wingfield Clopton pubblicò un brevetto conosciuto col nome di A Portable Court of Playing Tennis il 23 febbraio 1874 che stabiliva le regole della nuova disciplina.
Ci vollero solo tre anni perché l'All England Lawn Croquet Club, un club sportivo inglese fondato nel 1868, si interessasse a questa nuova disciplina. Il club cambiò il nome in All England Lawn Tennis and Croquet Club e decise di istituire un torneo nel 1877, anno in cui scadde il brevetto di Wingfield. Nel corso di una riunione del Marylebone Cricket Club furono stabilite le nuove regole. Queste sono perdurate nel tempo e le regole attuali sono simili alle originali tranne che per qualche dettaglio, quali l'altezza della rete e la distanza della rete dalla linea di servizio. La prima edizione dei Lawn Tennis Championships (campionati di tennis su erba) ebbe un grande successo e riunì 22 partecipanti. Spencer Gore fu il primo vincitore, nonché uno degli inventori del metodo di gioco della volée. Circa 200 spettatori pagarono uno scellino ciascuno per guardare la finale.
Nelle prime edizioni, fino al 1922, era in vigore il sistema del challenge round: il campione uscente veniva opposto in finale al vincitore del torneo preliminare senza giocare nessuna partita. Così Spencer Gore difese il suo titolo nel 1878 contro Frank Hadow, un proprietario di piantagioni dello Sri Lanka, che aveva approfittato di una vacanza per testare il suo tennis a Wimbledon. Hadow vinse il torneo utilizzando tra gli altri il pallonetto, sorprendendo i suoi avversari a rete con una tecnica mai utilizzata fino ad allora. Nonostante questo sorprendente successo, decise di non difendere il suo titolo l'anno successivo e fu il tennista e sacerdote John Hartley a vincere il trofeo nel 1879 e nel 1880. L'edizione del 1879 fu la prima che vede disputarsi il torneo di doppio maschile, che però si giocò a Oxford fino al 1884.

#### Dai fratelli Renshaw ai fratelli Doherty

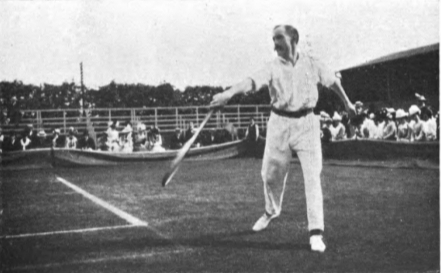
Arthur Gore a Wimbledon nel 1901.

L'edizione 1881 ha visto l'arrivo dei fratelli Renshaw che segneranno profondamente il torneo. È il caso di William Renshaw che vinse il torneo dominando Hartley per 6-0, 6-1, 6-1 in soli 37 minuti. Egli conservò il suo titolo per sei anni fino al 1886, stabilendo un record di continuità che detiene fino ad oggi. Vinse tre volte contro Lawford e due volte contro il fratello Ernest. Approfittando della sua assenza, Lawford riuscì a vincere nel 1887, ma perse l'anno successivo contro Ernest Renshaw, che vinse il suo unico titolo a Wimbledon. Suo fratello, battuto per la prima volta a Wimbledon nel 1888, riprese la corona l'anno seguente, battendo per la terza volta in finale Ernest. Nella sfida precedente, William Renshaw aveva vinto il torneo degli sfidanti rimontando uno svantaggio di 3-6, 5-7, 0-5 e vincendo al quinto set. Con sette titoli, era il detentore del record di maggior numero di trofei vinti nel singolare maschile, insieme a Pete Sampras che ottenne la sua ultima vittoria nel 2000, e a Roger Federer che ha superato il record, vincendo il suo ottavo titolo nel 2017. Inoltre vinse cinque volte in doppio con il fratello nel 1884, 1885, 1886, 1888 e 1889. Il suo dominio si concluse definitivamente nel 1890, quando venne sconfitto da Willoughby Hamilton, l'uomo che lo batté per la prima volta nel 1888. Oltre a rivoluzionare il gioco, i fratelli Renshaw suscitarono grande interesse del pubblico verso il tennis.

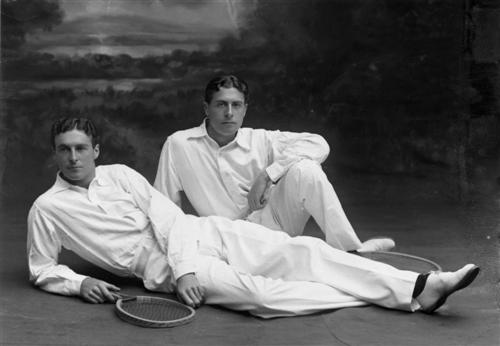
Vincendo otto titoli in doppio e nove in singolare, i fratelli Doherty dominarono per un decennio a Wimbledon.

Questa infatuazione, però, non sopravvisse al ritiro dei fratelli Renshaw. Infatti, durante il 1890, il tennis conobbe un certo disinteresse a causa della concorrenza di nuovi sport come il ciclismo. A Wimbledon si registrò il successo dei fratelli Baddeley nel doppio e di Wilfred Baddeley in singolare nel 1891, 1892 e 1895. Wilfred Baddeley sconfisse Joshua Pim che riuscì a prendersi la rivincita nel 1893 e nel 1894, tuttavia, nel 1895, la mancanza di interesse del pubblico verso il tennis si acuì e per la prima volta il torneo andò in deficit. Tuttavia, queste difficoltà non durarono più di un paio di anni a cavallo del XX secolo. Nello stesso tempo, un'altra coppia di fratelli dominò il tennis mondiale: i Doherty. Il maggiore, Reginald Doherty, vinse il torneo nel 1897, 1898, 1899 e 1900 e fu sconfitto da Arthur Gore nel 1901, prima di essere vendicato da suo fratello Laurence che sconfisse Gore nel 1902. In totale Laurence Doherty vinse il torneo cinque volte tra il 1902 e il 1906, tre volte contro Frank Riseley. Infine i fratelli riuscirono nell'impresa di vincere il doppio otto volte dal 1897 al 1900, e dal 1902 al 1905. I Doherty furono protagonisti indiscussi della famosa rinascita del tennis dopo alcuni anni difficili.
Le dieci edizioni prima dell'inizio della prima guerra mondiale si caratterizzarono per la progressiva internazionalizzazione del torneo. Così l'australiano Norman Brookes, che si era distinto diventando il primo finalista non britannico del torneo nel 1905, divenne il primo giocatore non britannico a vincere a Wimbledon nel 1907, battendo Arthur Gore (Laurence Doherty non difese il suo titolo). Gore riuscì ad ottenere la sua rivincita l'anno successivo e a mantenere il trofeo per tre anni consecutivi, prima di essere sconfitto nel 1910 da Anthony Wilding, un altro australiano. Quest'ultimo vinse il torneo più tardi nel 1911, 1912 e nel 1913 quando ottenne la sua ultima vittoria contro l'americano Maurice McLoughlin alla prima finale di Wimbledon senza un rappresentante britannico. L'ultima edizione disputata appena un paio di settimane prima dell'inizio della prima guerra mondiale fu vinta da Norman Brookes, che raccolse il suo terzo titolo, otto anni dopo il suo precedente successo.

#### Il debutto delle donne

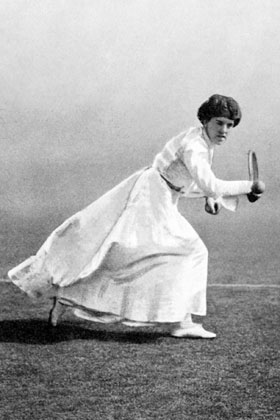
Con sette titoli, Dorothea Douglass Chambers è la giocatrice con il maggior numero di vittorie nel periodo 1884-1914. Ha anche vinto il doppio femminile inaugurale del 1913 al fianco di Charlotte Cooper.

Nel 1879 gli Irish Championships furono il primo torneo di tennis ad introdurre il singolare femminile fin dalla sua prima edizione. In quella occasione, May Langrishe, ad appena 14 anni, diventò la prima donna a vincere un torneo di tennis femminile. Wimbledon decise di aprirsi alle donne cinque anni più tardi nel 1884, e fu Maud Watson a vincere contro la sorella Lilian. Questa particolare coincidenza si è ripetuta nel 2001 nella finale tra Serena e Venus Williams. Maud Watson conservò il suo titolo l'anno seguente contro Blanche Bingley. Quest'ultima si prese la rivincita l'anno successivo diventando una delle prime grandi giocatrici di tennis della storia vincendo sei titoli a Londra, nel 1886, 1889, 1894, 1897, 1899 e 1900, accendendo anche la prima grande rivalità della storia del tennis femminile con Charlotte Cooper. Il dominio di Blanche Bingley, però, fu minato dall'arrivo di Lottie Dod che arrivò in finale cinque volte (1887, 1888, 1889, 1891 e 1892).
Nonostante le quattro sconfitte in finale (tre contro Bingley e una contro Muriel Robb nel 1901), Charlotte Cooper riuscì a vincere il torneo nel 1895, 1896, 1898, 1901 e nel 1908 all'età di 38 anni. Gli anni dal 1900 al 1914 furono segnati dalle vittorie di Dorothea Douglass Chambers nel 1903, 1904, 1906, 1910, 1911, 1913 e nel 1914, rivale dell'americana May Sutton che la incontrò in finale nel 1905, 1906, e 1907 con 2 sconfitte nel 1905 e 1907. Vincendo nel 1905, la Sutton divenne la prima tennista non britannica a vincere Wimbledon tra il 1884 e il 1914. Infine, Il 1913 vide la nascita del doppio femminile e del doppio misto, poco prima dello scoppio della prima guerra mondiale, che costrinse il torneo a chiudere i battenti.

### Tempo di cambiamento

#### La nascita del tennis moderno
Il torneo riaprì i battenti nel 1919, e in finale si contrapposero l'australiano Gerald Patterson e il 41enne suo connazionale Brooke Norman, con l'opportunità per quest'ultimo di diventare il più vecchio vincitore del torneo, ma venne sconfitto. Patterson conservò il suo titolo per un anno e l'anno successivo fu sconfitto dall'americano Bill Tilden, che aveva vinto il torneo preliminare contro il giapponese Shimizu Zenzou con il punteggio di 6-4, 6-4, 13-11. L'americano conservò il suo titolo l'anno seguente, battendo Brian Norton dopo aver perso i primi due set ma rimontando fino al 4-6, 2-6, 6-1, 6-0, 7-5 finale.
L'anno 1922 segna una tappa importante nella storia del torneo per due motivi: da un lato, l'esiguità delle strutture sempre più fatiscenti di Worple Road portò gli organizzatori a spostare la sede del torneo. Questi comprarono cinque ettari di terreno vicino a Church Road e vi spostarono la sede, dove rimane ancora oggi. Venne costruito un nuovo campo centrale per soddisfare la crescente popolarità del torneo. Il secondo grande cambiamento fu l'abolizione dell'anacronistico challenge round, a seguito di una votazione dei giocatori (91 a favore del cambiamento contro 27 contrari). Pertanto, il detentore del titolo fu costretto a partecipare al torneo come qualsiasi altro giocatore. Tuttavia quell'anno Bill Tilden non partecipò e Gerald Patterson conquistò il titolo.

#### L'irruzione dei francesi: Suzanne Lenglen e i 4 moschettieri

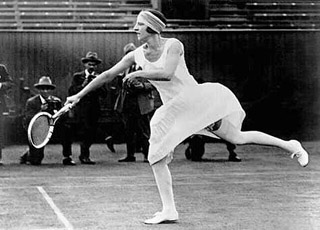
Suzanne Lenglen a Wimbledon nel 1925

In campo femminile il dopoguerra è stato segnato dall'arrivo di Suzanne Lenglen che vinse l'edizione 1919 a vent'anni in una finale molto combattuta (10-8, 4-6, 9-7). La giovane francese divenne rapidamente una delle prime stelle del tennis femminile mondiale. Confermò la sua egemonia conservando il titolo nel 1920, 1921, 1922 e 1923, nonostante l'abolizione del challenge round. Infine indebolita da ittero, fu costretta a rinunciare all'edizione 1924, vinta dall'inglese Kitty McKane. In questa edizione in campo maschile si registrò la vittoria francese di Jean Borotra contro René Lacoste, due dei futuri Quattro moschettieri.
Nell'edizione 1925 Lacoste si prese la rivincita su Borotra. Questa rivalità non impedì ai due giocatori di vincere nel doppio maschile contro Jacques Brugnon ed Henri Cochet, gli altri due moschettieri. Nelle donne Suzanne Lenglen vinse il suo ultimo titolo di singolare a Wimbledon e riuscì anche a vincere nel doppio femminile e doppio misto insieme a Jean Borotra. Con l'eccezione dell'americana Elizabeth Ryan, compagna di doppio di Lenglen, i vincitori delle cinque specialità a Wimbledon nel 1925 furono tutti francesi. L'anno seguente la francese si ritirò dal tennis amatoriale, iniziando la carriera professionale poco dopo, di fatto non potendo più competere a Wimbledon che era riservato ai dilettanti. Ancora una volta Kitty McKane s'impose approfittando della sua assenza. Negli uomini il dominio francese rimase vivo con il secondo titolo nel singolo di Borotra e le due vittorie di Brugnon ed Cochet. L'anno seguente fu Cochet a vincere contro Borotra e divenne il terzo moschettiere a vincere un titolo di singolare a Wimbledon. La supremazia dei francesi proseguì nel 1928 con la vittoria di Lacoste contro Cochet, e nel 1929 con la vittoria di quest'ultimo contro Borotra.
L'egemonia francese finì definitivamente nel 1930 con il ritorno di Bill Tilden, che vinse il torneo per la terza volta battendo in finale, a 37 anni, Wilmer Allison.

#### La nascita del Grande Slam
L'edizione 1931 è segnata da un evento unico nella storia di Wimbledon. Infatti, Frank Shields si infortunò alla caviglia alla fine della sua semifinale contro Borotra. La squadra statunitense di Coppa Davis gli chiese di rinunciare alla finale, per recuperare in vista della partita tra il Regno Unito e gli Stati Uniti che si sarebbe tenuta pochi giorni dopo. Shields lasciò quindi il trofeo al suo connazionale Sidney Wood. Questa è l'unica volta nella storia di una finale del torneo, in cui non si è giocato a causa dell'abbandono di uno dei due giocatori. Nel 1932 Ellsworth Vines divenne il secondo giocatore nella storia a vincere Wimbledon e gli U.S. National Championships nello stesso anno, dopo Tilden nel 1921. La sua prestazione fu superata l'anno seguente dall'australiano Jack Crawford, che vinse l'Australian Championships a gennaio e decise di andare in Europa a giocare i tornei più importanti, tra cui gli Internazionali di Francia e il Torneo di Wimbledon. Li vinse entrambi, battendo Vines a Wimbledon durante una finale eccezionale per il livello di gioco e l'incertezza (4-6, 11-9, 6-2, 2-6, 6-4).
Crawford aveva vinto i tre titoli principali di quella stagione, quando si presentò agli U.S. National Championships. La stampa, appassionata del suo talento, utilizzò per la prima volta il termine "Grande Slam" per riferirsi alla conquista dei quattro titoli più importanti nel tennis nella stessa stagione. Tuttavia, stanco, Crawford si arrese nella finale degli U.S. National Championships contro Fred Perry. Quest'ultimo fu, nel 1934, il primo britannico a vincere Wimbledon dal 1909, battendo di nuovo Crawford. Egli conservò il suo titolo nei successivi due anni, sconfiggendo due volte Gottfried von Cramm. Perry decise poi di aderire ad un circuito professionistico nel 1937. L'americano Donald Budge, prima di intraprendere la carriera da professionista, decise di disputare con l'intenzione di vincere tutti i Major dell'anno. Prima di partecipare al torneo di Wimbledon nel 1938, vinse l'Australian Championships e gli Internazionali di Francia. Vinse il torneo di Londra senza perdere un solo set conquistando anche il torneo di doppio e doppio misto, come l'anno precedente. Budge si trovò nella stessa situazione di Jack Crawford pochi anni prima, con tre vittorie nei tre più importanti tornei di tennis prima degli U.S. National Championships. Il termine "Grande Slam" riapparve e divenne una realtà con la vittoria di Budge agli U.S. National Championships.

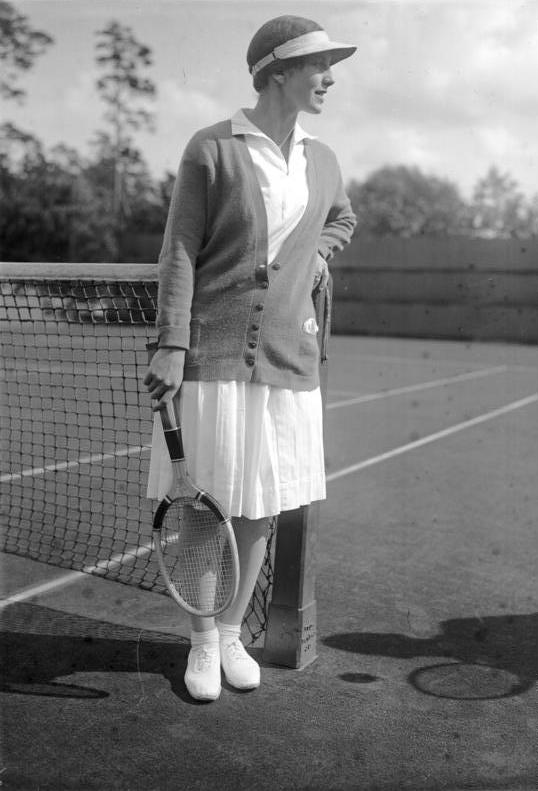
Con otto titoli, Helen Wills Moody ha detenuto il record di titoli in singolare fino all'avvento di Martina Navrátilová nel 1980.

In campo femminile l'inizio della carriera professionistica della Lenglen è immediatamente seguita nel 1927 dall'arrivo di Helen Wills. Questa a sua volta segnerà profondamente il torneo con il suo dominio impressionante come quello della Lenglen, contro cui aveva perso a Cannes l'anno precedente nella loro unica sfida. Per conquistare i primi due titoli, sconfisse in finale Lilí Álvarez, già finalista nel 1926 e mai vincente nel singolare a Wimbledon. La Wills nel 1929 vinse tutti e tre gli eventi in cui aveva partecipato (singolare femminile, doppio femminile e doppio misto), come nel 1927, per il secondo anno consecutivo, vinse tre dei quattro titoli principali, mancando sempre l'Australian Championships. Dopo gli ulteriori successi in singolare e in doppio nel 1930, decise di non partecipare nel 1931, anno in cui la tedesca Cilli Aussem vinse contro Hilde Krahwinkel. Tuttavia, al suo ritorno nel 1932, Helen Wills Moody vinse facilmente perdendo solo 13 giochi in 12 set disputati, battendo in finale la sua rivale Helen Jacobs con il punteggio di 6-3, 6-1. L'anno seguente vinse il suo sesto titolo contro la londinese Dorothy Round.
Nel 1934 Helen Wills è di nuovo assente dal torneo e ancora una volta Helen Jacobs non riesce a vincere il titolo, dopo aver perso in finale contro Dorothy Round. Quella fu la prima volta dal 1909 che i due vincitori del singolare furono presentati al re Giorgio V per le congratulazioni di rito. Tuttavia, il predominio di Wills Moody si fa sentire al suo ritorno nel 1935 contro Helen Jacobs, che perde in questa occasione la sua quarta finale di Wimbledon. Assente per due edizioni, Wills Moody vince il suo ottavo e ultimo titolo a Wimbledon nel 1938 e con l'eccezione della finale persa nel 1924 contro Suzanne Lenglen, non ha perso una sola partita a Wimbledon. Per quanto riguarda Helen Jacobs, questa finalmente riuscì a dominare nel 1936 quando vinse in finale contro Hilde Sperling Krahwinkel per 6-2, 4-6, 7-5, nel suo unico titolo a Wimbledon, non riuscendo mai a spodestare Wills Moody. L'edizione 1939 fu vinta dagli americani Bobby Riggs tra gli uomini e tra le donne da Alice Marble, poco prima che l'Europa scivolasse in un nuovo conflitto globale che costrinse gli organizzatori a sospendere il torneo fino al 1946. Durante la guerra, l'impianto venne utilizzato dall'esercito e il Centre Court fu danneggiato da una bomba tedesca nel 1940 distruggendo quasi 1.200 posti.

### Grande Slam Amatoriale
Dopo la seconda guerra mondiale, nel 1945, la maggior parte dei tornei, tra cui Wimbledon, erano riservati ai tennisti amatoriali: gli organizzatori dei principali tornei rifiutavano di porre fine alla divisione tra circuito amatoriale e il tour professionista che includeva alcuni dei migliori giocatori del mondo. Questa divisione nata nel 1930 si amplificò solo dopo la guerra con la crescita del circuito professionistico. I migliori giocatori spesso lasciavano il circuito amatoriale dopo pochi anni, come già fecero Donald Budge e Fred Perry prima della guerra. Questa situazione perdurò fino al 1968, quando i giocatori professionisti furono ammessi ai tornei del Grande Slam.

#### Dominio americano

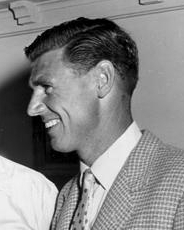
Vincendo singolare, doppio e doppio misto, Sedgman è il giocatore che meglio si distingue a Wimbledon nei primi anni del dopoguerra.

Le prime edizioni del dopoguerra furono segnati dall'instabilità. Gli ex grandi giocatori della fine del 1930 erano invecchiati o diventati professionisti, mentre la nuova generazione non poté maturare a causa della mancanza di tornei. Nel 1946, gli organizzatori di Wimbledon esitarono a riprendere il torneo, a causa dei danni provocati dai bombardamenti nel 1940 che non furono subito riparati. Nonostante le condizioni difficili il torneo finalmente riprese ad essere disputato. L'edizione fu segnata dalla sconfitta di molti favoriti nei primi turni e l'inaspettata vittoria del francese Yvon Petra dopo un primo incontro vinto per 6-2, 6-4, 7-9, 5-7, 6-4 contro il grande favorito Tom Brown. Le edizioni successive videro il predominio dei giocatori americani. Nel 1947 si affermò Jack Kramer, che vinse il torneo senza perdere un set e vincendo la finale in soli 48 minuti con il punteggio di 6-1, 6-3, 6-2 contro Tom Brown. Come molti dopo di lui, Kramer lasciò rapidamente il circuito amatoriale, non difendendo il suo titolo nel 1948 che fu vinto da Bob Falkenburg. Come indicato nel punteggio della finale: 7-5, 0-6, 6-2, 3-6, 7-5, Falkenburg aveva delle altalenanti pause, per via dell'incapacità di dosare le sue energie su lunghi periodi a causa della mixedema.
Nel 1949 vinse l'americano Ted Schroeder, soprannominato Lucky Ted per la sua capacità -dimostrata in tutto il torneo- di uscire da situazioni ormai compromesse. Egli andò sotto due volte di due set a 0, prima nel turno inaugurale e nei quarti di finale contro Frank Sedgman, dove riuscì a salvare anche due match point. L'anno seguente Budge Patty riusc nella doppietta Internazionali di Francia-Wimbledon. Dick Savitt, un altro americano, vinse il trofeo nel 1951, mentre nel doppio, Frank Sedgman e Ken McGregor vinsero il titolo completando il Grande Slam con la vittoria agli U.S. National Championships due mesi dopo. Nel 1952 l'australiano Sedgman vinse il trofeo dopo due finali perse (1949, 1950). Ci volle solo un anno perché gli americani riconquistassero il loro dominio sul torneo con la vittoria di Vic Seixas. Nel 1954 Jaroslav Drobný diventa il secondo mancino a vincere Wimbledon dopo Norman Brookes nel 1907. Infine, nel 1955, Tony Trabert diventa l'ultimo rappresentante della supremazia americana che ha dominato Wimbledon nei primi anni dopo la seconda guerra mondiale. Infatti, egli fornisce agli Stati Uniti il loro settimo titolo in dieci edizioni dopo la vittoria nella finale contro Kurt Nielsen.
In campo femminile, il dominio americano è ancora più impressionante e parte alla ripresa del torneo nel 1946 con la vittoria di Pauline Betz, una delle giocatrici che aveva avuto più successo in alcuni tornei americani disputati durante la guerra. L'anno seguente fu Margaret Osborne a vincere contro Doris Hart. Quest'ultima fu battuta nel 1948 da Louise Brough, la finalista dell'edizione 1946. Brough stabilì un dominio di anni. Nel 1949 vinse contro Margaret Osborne durante una finale mozzafiato conclusa con un punteggio di 10-8, 1-6, 10-8. Nell'edizione 1950 le finaliste furono le stesse dell'anno precedente e si concluse col punteggio di 6-1, 3-6, 6-1 a favore di Louise Brough. Tuttavia, nonostante le giocatrici si contendessero il titolo del singolare, queste erano compagne nel doppio, e insieme ottennero il loro terzo titolo consecutivo e quarto assoluto (il primo nel 1946). Brough vinse 4 titoli nel doppio misto. Nel 1952 arrivarono in finale Doris Hart e Shirley Fry. Nel 1951 ci fu la comparsa dell'americana Maureen Connolly. Non ci volle molto perché si affermasse a Wimbledon vincendo l'anno successivo contro Louise Brough. Nel 1953 quando aveva solo 18 anni, la Connolly vinse Wimbledon come terzo titolo del Grande Slam dell'anno. Riuscì poi a completare il Grande Slam vincendo anche gli U.S. National Championships. Confermò il suo dominio sconfiggendo Louise Brough in finale per la seconda volta. Tuttavia questo fu il suo ultimo titolo di Wimbledon, in quanto poco prima degli U.S. National Championships, fu gravemente ferita in una caduta da cavallo e dovette terminare la sua carriera quando aveva appena 20 anni. Il suo record a Wimbledon è di 18 vittorie senza nessuna sconfitta. Brough s'impone per la quarta e ultima volta vincendo su Beverly Baker Fleitz nel 1955. In dieci edizioni le americane hanno monopolizzato tutte le finali del singolare femminile.

#### L'era australiana

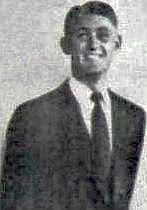
Lew Hoad

Nel 1956 l'arrivo di Lew Hoad segna l'inizio del dominio degli australiani nel mondo del tennis. Dopo aver battuto Ken Rosewall agli Australian Championships, questi ha riproposto la sua performance a Wimbledon. Avendo vinto anche gli Internazionali di Francia si ritrova così in una posizione perfetta per raggiungere il Grande Slam, ma Rosewall glielo impedisce battendolo nella finale degli U.S. National Championships. L'anno successivo giocò il suo ultimo torneo amatoriale a Wimbledon difendendo il titolo contro Ashley Cooper. Nel 1959 emerge il peruviano Alex Olmedo, primo giocatore sudamericano a vincere Wimbledon. L'anno seguente Neale Fraser ripristina il dominio australiano del torneo sconfiggendo in finale Rod Laver. In semifinale, però, Fraser è molto vicino all'eliminazione. Neale sul punteggio di 6-4, 3-6, 6-4, 15-15 contro Butch Buchholz, salva quattro match point prima che il suo avversario si arrendesse per i crampi. Laver dominò l'anno successivo contro Chuck McKinley. L'anno seguente questi riuscì a dominare il tennis maschile. Dopo aver vinto l'Australian Championships e gli Internazionali di Francia, dominò a Wimbledon senza perdere un set. Vincendo poco dopo gli U.S. National Championships, divenne il secondo uomo a realizzare il Grande Slam dopo Donald Budge. L'anno successivo si unì al circuito professionale, e Chuck McKinley divenne il primo americano a vincere il torneo dal 1955 battendo in finale l'australiano Fred Stolle. L'anno 1964 è stato caratterizzato dalla rivalità tra Stolle e Roy Emerson, un altro australiano. Si incontrarono nella finale degli Australian Championships, a Wimbledon e negli U.S. National Championships, ma a vincere fu sempre Emerson. Nel 1965 Stolle fallisce per la terza e ultima volta nella finale di Wimbledon, e viene battuto di nuovo da Emerson. Il 1966 è l'anno della prima vittoria di un giocatore spagnolo nel torneo con il successo di Manolo Santana contro Dennis Ralston. Infine, nel 1967 vinse il torneo l'australiano John Newcombe.
Tra le donne non si può davvero parlare di dominio australiano. Infatti sono le americane a dominare il torneo, ma il loro dominio quasi totale che perdura dal 1946 comincia a sgretolarsi. L'americana Shirley Fry riesce a vincere battendo in finale la britannica Angela Buxton, diventando la prima non americana a raggiungere questo traguardo dal 1946. Il 1957 vede la comparsa di Althea Gibson, che vince il torneo contro Darlene Hard, e diventa la prima afro-americana a raggiungere tale prestazione. Conserva il suo titolo nel 1958 contro Angela Mortimer. Tuttavia il monopolio americano è interrotto nel 1959 dal successo della brasiliana Maria Bueno, confermando il primato sudamericano con la vittoria di Wimbledon di Olmeda tra gli uomini. L'edizione 1960 conferma l'internazionalizzazione del torneo perché nessun americano raggiunge la semifinale e la finale oppone Maria Bueno alla sudafricana Sandra Reynolds per la seconda vittoria della brasiliana. A causa dell'epatite contratta nel 1961 Maria Bueno non riesce a difendere il suo titolo a Wimbledon. Angela Mortimer riesce ad imporsi in questa occasione diventando la prima britannica a vincere il titolo dal 1937. Infine, le americane riuscirono a riconquistare il trofeo nel 1962 con la vittoria della giovane Karen Susman Hantze, che non perse un solo set durante tutto il torneo. L'edizione del 1963 ha visto il debutto di due future campionesse: l'australiana Margaret Smith e l'americana Billie Jean Moffitt. L'anno successivo Maria Bueno mette le mani sul trofeo dopo una finale combattuta contro Margaret Smith (6-4, 7-9, 6-3), vendicando così la sua sconfitta in finale agli Internazionali di Francia un paio di settimane prima. L'australiana si prende la sua rivincita l'anno successivo. Nel 1966 a vincere è Billie Jean King, che nel 1967 riuscirà a vincere tutte e tre le specialità a cui partecipa.

### L'era Open
L'anno 1968 fu un punto di svolta nella storia del tennis e spesso simboleggia la data di nascita del tennis moderno. Infatti la distinzione tra i circuiti amatoriali e professionali viene finalmente abolita, aprendo così le porte a Wimbledon e altri tornei importanti ai giocatori professionisti.

#### Il ritorno dei migliori giocatori
Dall'edizione del 1968 gli ex giocatori del circuito amatoriale tornano a calpestare l'erba di Wimbledon. Tra questi ci sono Ken Rosewall, Rod Laver e Pancho Gonzales dopo diversi anni di "esilio" nei tornei professionali. Questa edizione è segnata dalla prematura eliminazione dei primi turni di Gonzales, Rosewall, Lew Hoad e John Newcombe. Tuttavia la finale conferma la continuazione del dominio australiano con il confronto tra Rod Laver e Tony Roche, due ex del circuito professionale. A prevalere sarà Rod Laver che sei anni dopo il suo primo Grande Slam diventa il primo vincitore di Wimbledon dell'Era Open. Tuttavia è nell'anno successivo che si distingue maggiormente. Difende con successo il suo titolo contro John Newcombe, dopo essere andato vicino alla eliminazione al secondo turno contro Premjit Lall. Firma il suo terzo grande successo dell'anno dopo aver vinto l'Australian Open e il Roland Garros. Due mesi dopo completa il Grande Slam vincendo gli US Open, facendo di lui il primo e a tutt'oggi anche l'unico giocatore ad aver raggiunto tale performance nella storia dell'era Open. Nel 1970 Laver è eliminato al quarto turno, ma questo non impedisce all'Australia di trionfare ancora una volta con la vittoria di John Newcombe a spese di Rosewall. Egli conserva il suo titolo nel 1971 contro l'americano Stan Smith, che dovrà attendere l'anno successivo per vincere, grazie ad un'emozionante finale contro il rumeno Ilie Năstase (4-6, 6-3, 6-3, 4-6, 7-5). Questa edizione segna anche un cambiamento importante con l'introduzione del tie-break. Ad aggiudicarsi il set è il giocatore che per primo riesce a vincere almeno 12 punti e 2 in più dell'avversario.
Tuttavia questa regola non è valida per il set decisivo sia in campo maschile che in campo femminile. Dopo vari cambiamenti il tie-break verrà giocato sul punteggio di 6-6 e ad aggiudicarsi il set sarà il giocatore che per primo riuscirà a vincere almeno 7 punti e 2 in più dell'avversario. Per quanto riguarda Newcombe, a causa del suo impegno nel circuito WCT, non può difendere il suo titolo. Questo conflitto dimostra che la riunificazione tra i circuiti amatoriali e professionali non è ancora maturo, come conferma l'anno successivo il boicottaggio di molti giocatori a causa della squalifica di Nikola Pilić. Il cecoslovacco Jan Kodeš vince il titolo contro il sovietico Alex Metreveli. L'anno 1974 è stato caratterizzato dall'esplosione di Jimmy Connors, che aveva vinto l'Australian Open. In finale incontra il veterano Ken Rosewall, trentanovenne, che gioca la sua quarta finale del torneo. Tuttavia, perde ancora passando alla storia come il giocatore che ha giocato più finali a Wimbledon, senza riuscire mai a vincere. Nel 1975, Connors non riesce a conservare il suo titolo perdendo in finale contro Arthur Ashe.
Nel circuito femminile, l'apertura alle professioniste non impedisce a Billie Jean King di vincere il terzo titolo consecutivo. Tuttavia, l'anno successivo per la gioia del pubblico, Ann Haydon-Jones mette fine ad un periodo di dominio, battendo in finale l'americana. Smith Court, nel 1970, dopo aver vinto gli US Open nel 1969, vince i titoli del Grande Slam in Australia e Francia. Questa volta riesce a vincere pure a Wimbledon battendo Billie Jean King con il punteggio di 14-12, 11-9 dopo una lunga lotta di 2 ore. Vincendo lo US Open poco dopo, Smith Court conquista il secondo Grande Slam del tennis femminile e conferma il predominio degli australiani sul mondo del tennis dopo il Grande Slam di Rod Laver nel 1969. Gli australiani sono di nuovo in prima linea l'anno successivo, ma Smith Court deve cedere il titolo alla sua connazionale Evonne Goolagong. Billie Jean King riconquista finalmente il titolo nel 1972. L'anno seguente impegnata nella battaglia dei sessi e più in generale per la lotta per il tennis femminile, vince la quarta corona di Wimbledon di fronte alla giovane promettente Chris Evert. Ci vuole solo un anno perché la Evert vinca il titolo, lo stesso anno del suo compagno Jimmy Connors. Nel 1975 Billie Jean King vince sconfiggendo in rimonta Evert in semifinale e Goolagong in finale per 6-0, 6-1.

#### Il dominio di Borg

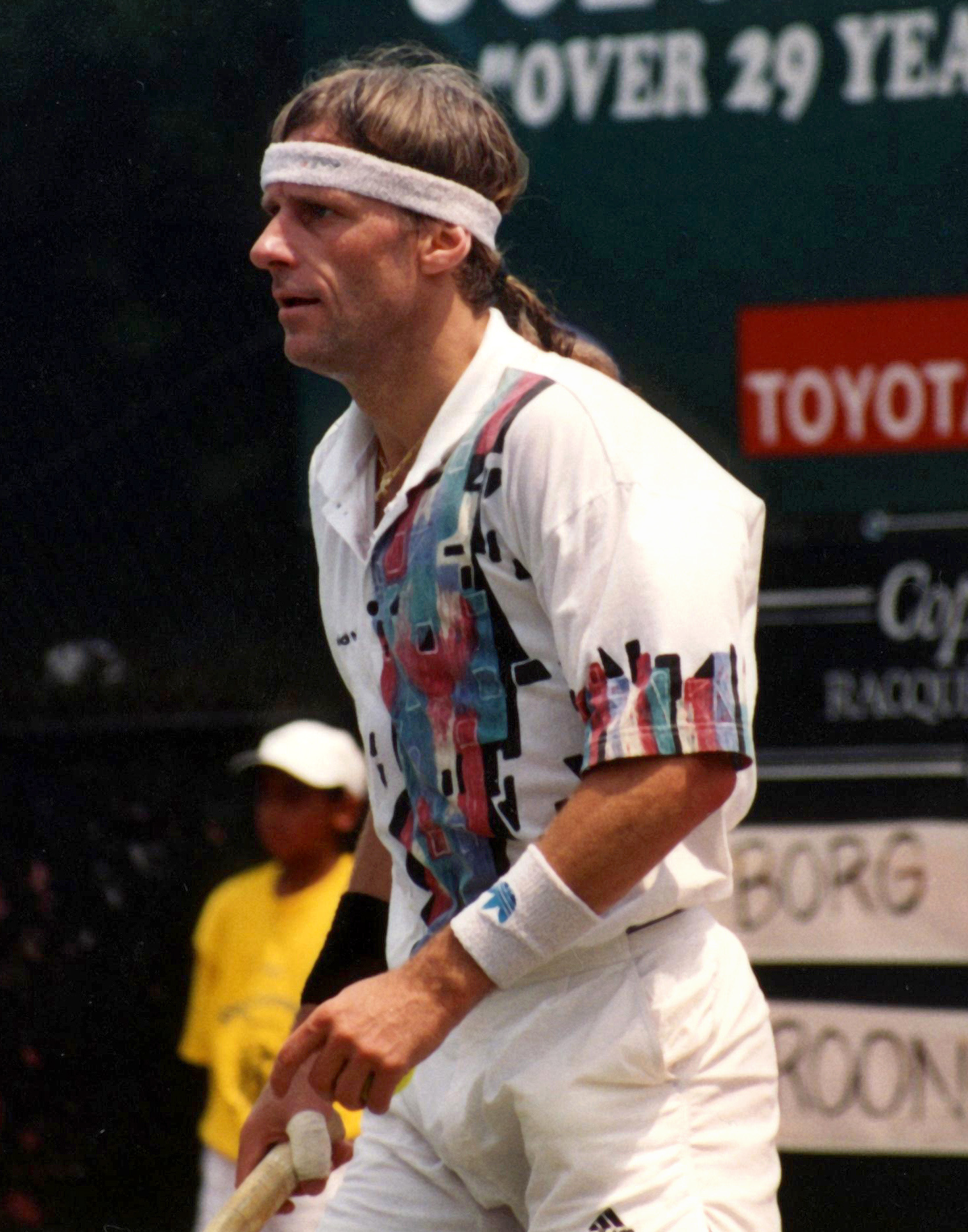
Con cinque titoli consecutivi a Wimbledon, Björn Borg realizza un record storico, eguagliato da Roger Federer nel 2007.

L'anno 1976 vede l'arrivo a Wimbledon dello svedese Björn Borg, già due volte protagonista al Roland Garros, il cui gioco da fondo campo si adatta di più alla terra rossa che all'erba. Tuttavia ciò non gli impedisce di vincere il trofeo senza perdere un set e nonostante un infortunio agli addominali. Questo successo è il primo di una serie di cinque titoli consecutivi. Batte infatti Vitas Gerulaitis in semifinale e Jimmy Connors in finale, dopo due partite molto combattute che gli permettono di trionfare nell'edizione 1977, centenario del torneo. La battaglia tra i due giocatori per la supremazia nel tennis mondiale continua l'anno successivo, ma è ancora una volta Borg a trionfare. L'anno seguente si trova ad affrontare un altro americano, Roscoe Tanner. Infine, nel 1980, conquista il suo quinto titolo dopo una partita mozzafiato contro John McEnroe (1-6, 7-5, 6-3, 6(16)-7 , 8-6). Oltre a stabilire un record per titoli consecutivi a Wimbledon, Borg riesce nell'impresa di vincere per tre anni di fila Roland Garros e Wimbledon (1978, 1979, 1980). Una performance che non era mai stata realizzata nell'era Open, a causa delle differenze significative tra le due superfici e il breve tempo di adattamento per i giocatori fra i due tornei. Infine l'era svedese termina a Wimbledon nel 1981, quando McEnroe riesce a vendicarsi di Borg. Due mesi più tardi, dopo la quarta sconfitta nella finale degli US Open e dopo aver perso il suo posto come numero uno del mondo, Borg decide di concludere la sua carriera a soli 25 anni.

#### Martina Navratilova alla conquista di Wimbledon

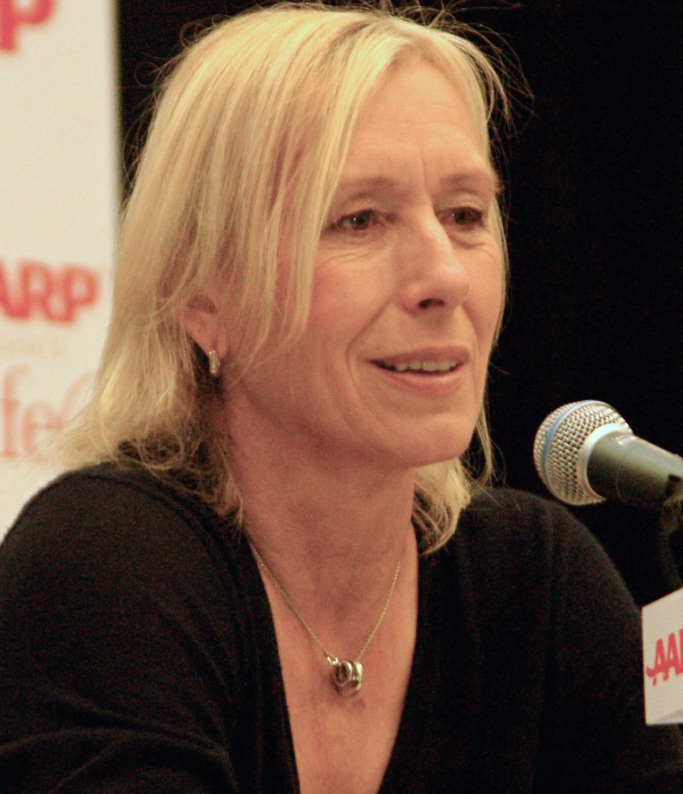
Martina Navratilova, vincitrice a Wimbledon per 9 volte.

Con la vittoria del suo primo titolo a Wimbledon nel 1978, la giocatrice cecoslovacca Martina Navrátilová inizia il suo dominio nel torneo. Con il suo Serve & Volley, raro nelle donne, domina sull'erba. L'americana Chris Evert vince il suo terzo titolo a Wimbledon nel 1981. Nel 1982 il torneo è caratterizzato dal ritorno di Billie Jean King, che, a 38 anni, riesce ad arrivare alle semifinali dove viene battuta da Evert. Quest'ultima non riesce a vincere in finale per la terza volta contro la Navratilova, nel primo di una stringa impressionante e senza precedenti di sei titoli consecutivi. L'edizione del 1983 si disputa nel corso di un grande anno (16 tornei vinti su 17 giocati) per Navratilova, che domina la finale di Wimbledon contro Andrea Jaeger (6-3, 6-0). Nei due anni seguenti Navratilova ed Evert si contendono la supremazia del tennis femminile per la quinta e la sesta volta nella finale di Wimbledon. Entrambi gli scontri confermano il dominio di Navratilova sull'erba con altrettante vittorie. Nel 1986 Evert viene eliminata in semifinale da Hana Mandlíková. Infine, nel 1987, Navratilova batte il record di cinque titoli consecutivi stabilito da Suzanne Lenglen, vincendo il suo sesto titolo consecutivo. In questa occasione eguaglia il record di otto titoli di Helen Wills Moody. In finale si vendica della giovane Steffi Graf, che l'aveva battuta nella finale degli Open di Francia. Tuttavia, nonostante questa vittoria, Navratilova comincia a sentire l'arrivo di una nuova generazione, con la perdita del suo posto di numero uno al mondo un paio di settimane più tardi a favore della stessa Graf. Durante questo stesso periodo Navratilova riesce a vincere il doppio sette volte con tre diverse compagne (nel 1976 insieme a Evert, nel 1979 con Billie Jean King, nel 1981-1984 e nel 1986 con Pam Shriver).

#### Anni ottanta

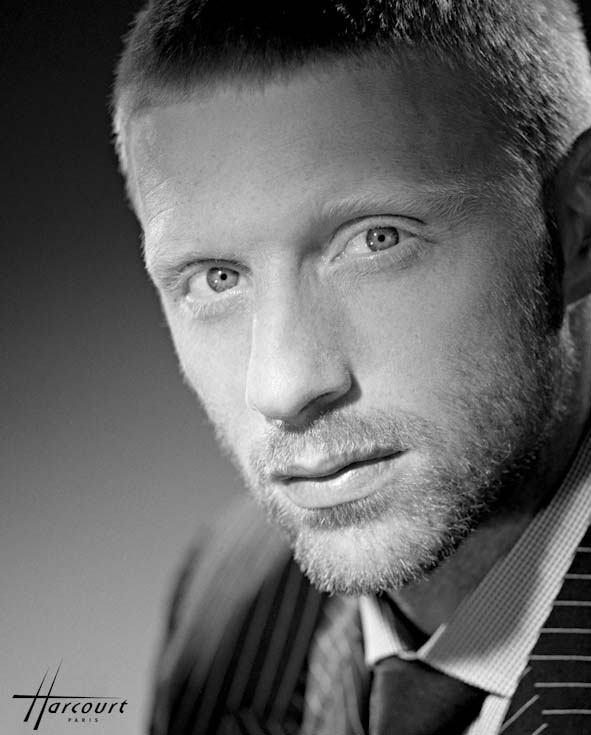
Con tre titoli e quattro finali, Boris Becker è uno dei giocatori più vittoriosi nella seconda metà degli anni 1980

Dopo il suo trionfo su Borg, John McEnroe affronta un'altra icona del tennis, Jimmy Connors, che a 30 anni riesce a battere McEnroe dopo una finale conclusasi al quinto set. Tuttavia, ci vuole solo un anno perché questi riconquisti il suo trono di Londra dopo la sua vittoria nella finale contro il sorprendente neozelandese Chris Lewis, numero 97 del mondo e primo giocatore non testa di serie da Wilhelm Bungert nel 1967 a raggiungere la finale di Wimbledon. L'anno seguente si conferma il predominio di McEnroe, che domina letteralmente il mondo del tennis con 82 vittorie e solo 3 sconfitte. McEnroe trionfa ancora a Wimbledon vincendo la finale per 6-1, 6-1, 6-2 contro Jimmy Connors. Tuttavia, l'era di McEnroe sta per finire con la nascita di una nuova generazione di tennisti. Il tedesco Boris Becker vince a Wimbledon a soli 17 anni e 227 giorni, diventando il più giovane vincitore nella storia, il primo giocatore non testa di serie a vincere il torneo dopo l'introduzione delle teste di serie nel 1927 e il primo tedesco a vincere a Wimbledon. La potenza del tedesco è particolarmente adatta all'erba di Wimbledon e gli permette di conservare il suo titolo nel 1986 contro il ceco Ivan Lendl.
Nonostante i suoi sforzi per dominare sull'erba, Lendl non riesce a vincere Wimbledon l'anno successivo e deve subire un'altra sconfitta in finale dall'australiano Pat Cash. Il giocatore ceco terminerà la sua carriera senza il trofeo londinese nel suo palmares. Il 1988 è caratterizzato dal dominio di Mats Wilander, che riesce a vincere l'Australian Open, il Roland Garros e gli US Open, ma esce nei quarti di finale a Wimbledon contro Miloslav Mečíř. Un altro svedese, Stefan Edberg, riesce a vincere a Wimbledon battendo in finale Becker, permettendo alla Svezia di vincere tutte le prove del Grande Slam del 1988. Nel 1989 Wimbledon è stato il teatro della rivincita tra Becker e Edberg, che si è risolta a favore del primo. Infine nel 1990, per la terza volta consecutiva, la conquista del trofeo vede opporsi Becker e Edberg. A vincere è Stefan Edberg con il punteggio di 6-2, 6-2, 3-6, 3-6, 6-4. Nonostante un'altra finale giocata l'anno successivo contro Michael Stich e più tardi, nel 1995, Becker non riuscirà più a vincere a Wimbledon.

#### Anni novanta

##### il dominio di Steffi Graf

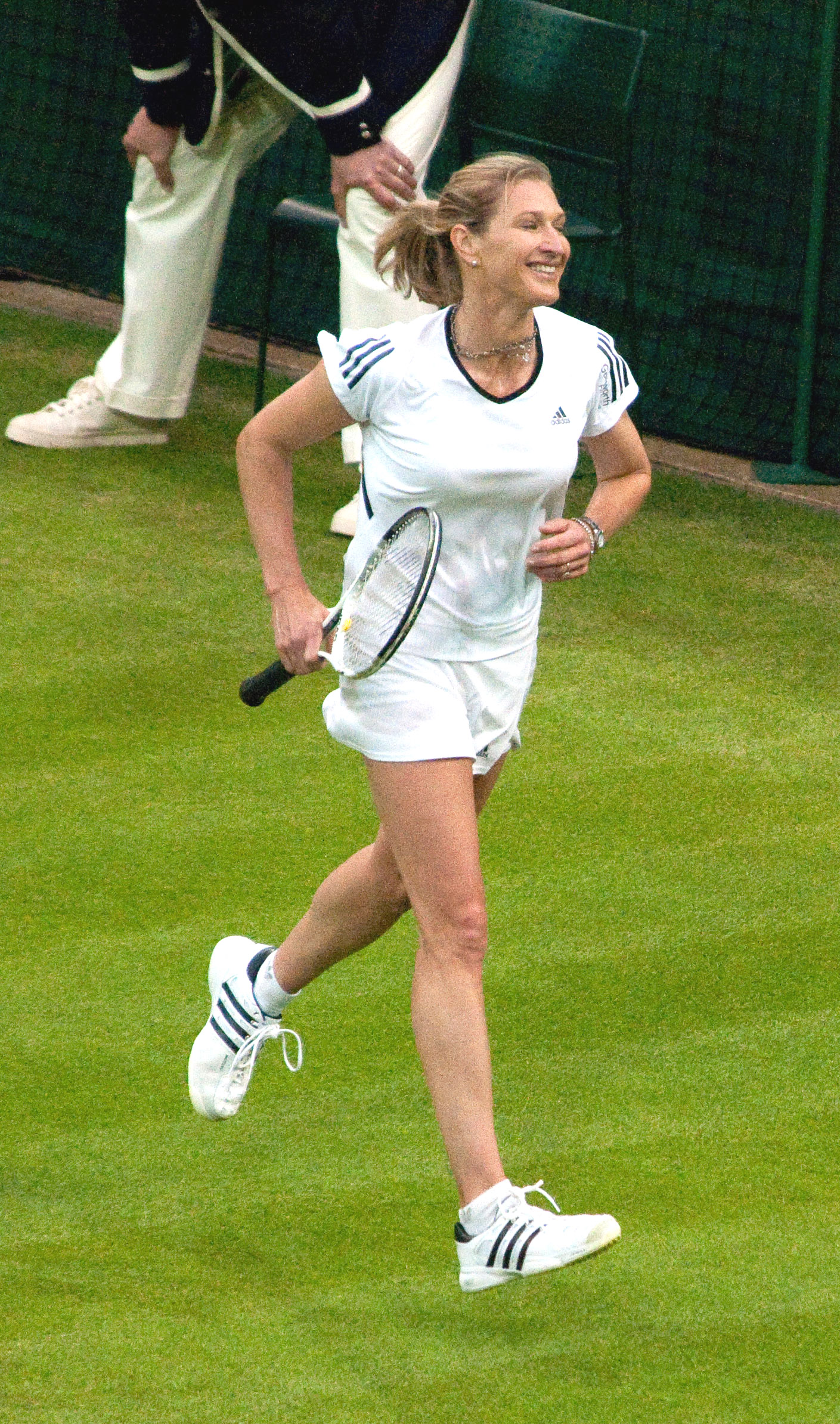
Steffi Graf a Wimbledon nel 2009.

Nel 1988 Steffi Graf è riuscita a imporre il suo dominio nel tennis femminile, battendo Navratilova nella finale di Wimbledon. Questa è la prima sconfitta di Navratilova sull'erba di Londra dopo aver perso in semifinale nel 1981. Al di là di questo successo, Graf firma nello stesso anno una delle più grandi imprese nella storia del tennis, vincendo il Grande Slam d'Oro. L'anno seguente Graf riesce ancora una volta a battere Navratilova in finale. Tuttavia l'americana riesce a vincere nel 1990, conquistando il suo nono titolo, battendo il record di Helen Wills Moody e stabilendo un nuovo record che perdura ancora oggi. Graf vince anche nel 1991. Questa edizione è particolarmente importante perché segnata dal ritiro di Monica Seles senza un apparente motivo valido, dopo aver vinto l'Australian Open e Roland Garros. Questa assenza permette a Steffi Graf di riconquistare il posto di numero uno del mondo perso un paio di mesi prima. L'anno seguente Graf e Seles sono entrambe presenti al torneo. Quando si trovano in finale è la tedesca a prevalere col punteggio di 6-2, 6-1. Anche in questo caso Wimbledon è l'unico torneo del Grande Slam che la Seles non riuscirà mai a vincere. Nel 1993, quando Monica Seles vede compromessa la sua carriera per una pugnalata ricevuta nel torneo di Amburgo, Graf vince per la quinta volta contro Jana Novotná, nonostante quest'ultima stesse conducendo 4-1 nel terzo set e avesse avuto l'opportunità di guidare 5-1 prima essere sconfitta.
Nel 1994 Graf arriva a Wimbledon con i favori del pronostico, ma perde contro Lori McNeil al primo turno. Questa è la prima volta che il campione o la campionessa in carica e la prima testa di serie perde nel suo match di apertura. In finale è Conchita Martínez a vincere contro la trentasettenne Navratilova. Nonostante la sua delusione, Steffi Graf vince ancora due titoli a Wimbledon nel 1995 e nel 1996 contro Arantxa Sánchez Vicario. Nel 1997 il dominio di Graf finisce. A vincere è la giovane Martina Hingis che sconfigge in finale Jana Novotná. Questa si prende la sua rivincita l'anno successivo eliminando Hingis in semifinale e poi battendo la francese Nathalie Tauziat in finale. Steffi Graf, battuta nel terzo turno, riesce a raggiungere la finale nel 1999 alla sua ultima partecipazione. Tuttavia perde contro Lindsay Davenport.

##### L'era Sampras

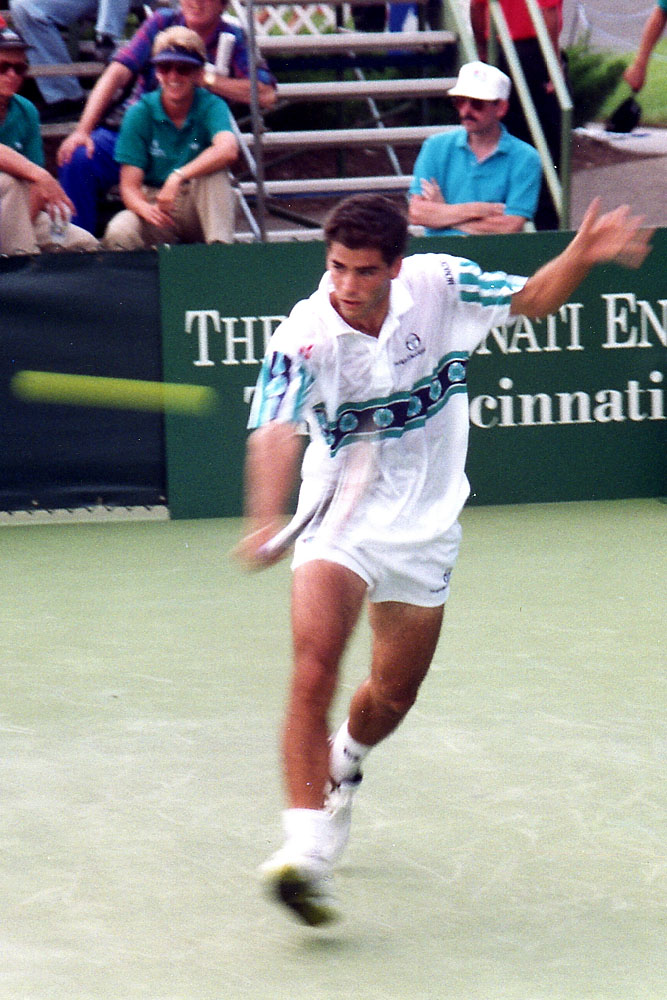
Pete Sampras, vincitore a Wimbledon di 7 titoli nel singolare

Proprio come la maggior parte dei tornei su erba, Wimbledon è il teatro dell'egemonia statunitense tra il 1992 e il 2000. Si inizia con la vittoria di Andre Agassi nel 1992. Questo successo è sorprendente perché Agassi non è uno specialista dell'erba, e non aveva mai vinto un titolo del Grande Slam. Agassi non riuscirà più a vincere a Wimbledon lasciando la strada a Pete Sampras, che conquista nel 1993 il primo dei sette titoli a Londra, dopo aver battuto Agassi nei quarti di finale e Jim Courier in finale. Negli anni successivi conferma il suo predominio sull'erba di Wimbledon battendo nel 1994 Ivanišević, nel 1995 Boris Becker, nel 1997 Pioline, nel 1998 di nuovo Ivanišević, nel 1999 Agassi e infine nel 2000 Patrick Rafter. In otto edizioni Sampras ha perso una sola volta contro l'olandese Richard Krajicek nei quarti di finale dell'edizione 1996. Krajicek diventerà il primo olandese a vincere un titolo del Grande Slam battendo MaliVai Washington. Con un totale di sette titoli a Wimbledon, Pete Sampras raggiunge William Renshaw e ottiene il record di numero di vittorie nel singolare maschile. Il record sarà poi superato da Roger Federer nel 2017.

#### Anni duemila: Il dominio di Roger Federer
L'edizione del 2001 è caratterizzata da un grande cambiamento. Infatti, gli organizzatori decidono di modificare la composizione dell'erba per renderla più lenta. Pertanto gli attaccanti che finora avevano monopolizzato i titoli a Londra, vedono minacciato il loro predominio. Tuttavia è ancora uno specialista di questa scuola offensiva a vincere. Il croato Goran Ivanišević, già tre volte finalista, riesce a conquistare il titolo contro Patrick Rafter durante una finale spostata a lunedì a causa della pioggia. Questa vittoria è sorprendente perché è il primo successo della Croazia e la prima vittoria nel torneo di una wildcard, dato che Ivanišević occupava la 125ª posizione nella classifica alla vigilia del torneo.

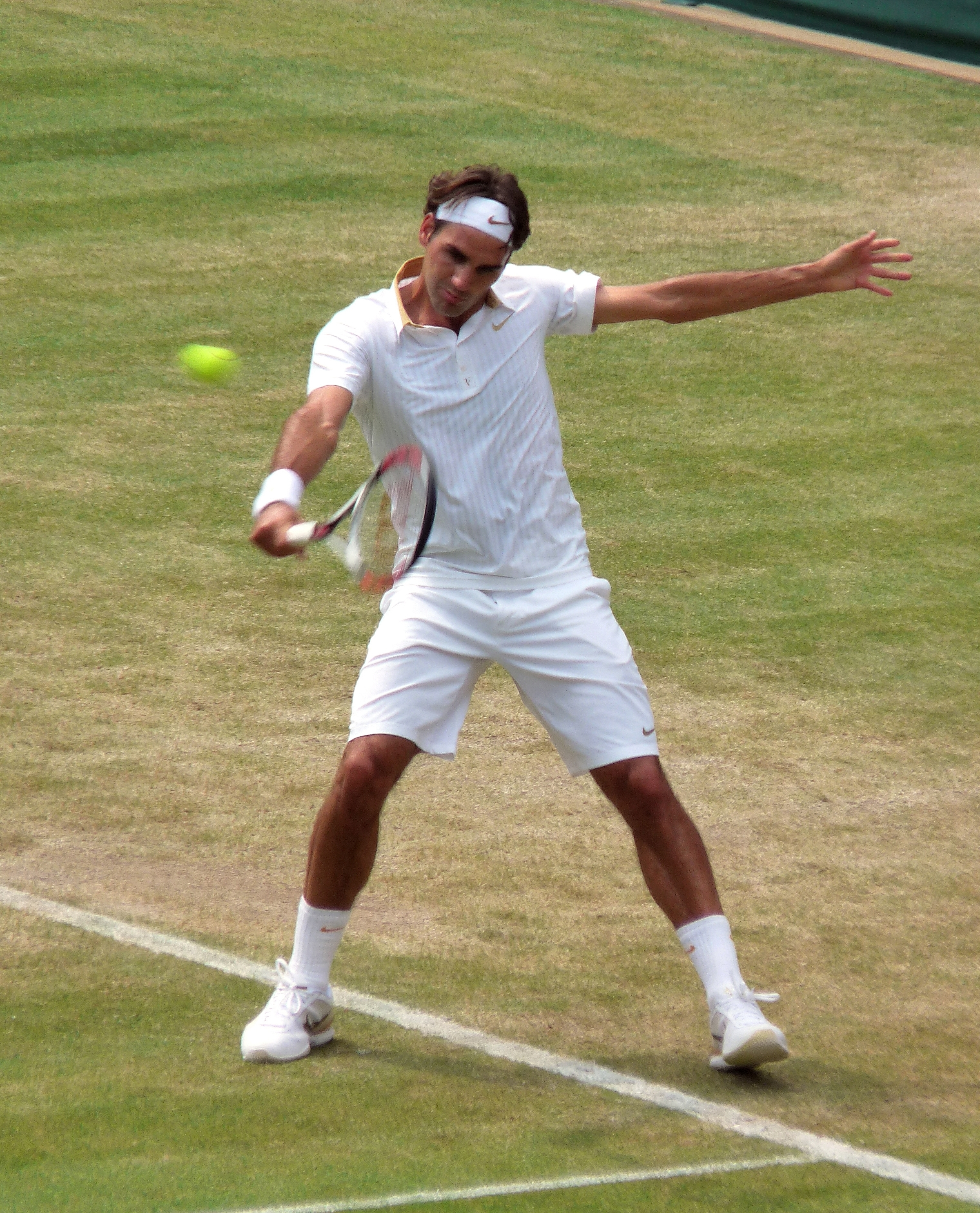
Roger Federer, dominatore dal 2003 al 2007

 Il quattro volte campione in carica e sette volte vincitore, Pete Sampras è a sua volta sconfitto agli ottavi dalla giovane promessa Roger Federer col punteggio di 7-6(7), 5-7, 6-4, 6(2)-7, 7-5. L'americano è ormai al crepuscolo della sua carriera. L'anno seguente perde contro George Bastl nel campo numero 2 famoso per essere soprannominato il "cimitero dei campioni". La finale del 2002 è tra Nalbandian e Hewitt, due giocatori di fondo campo: a vincere è l'australiano.
Nel 2003 inizia il dominio di Federer, che vince il torneo per 8 volte (5 consecutive), l'ultima nel 2017. Per conquistare la prima vittoria batte in finale Philippoussis. Nel 2004 lo svizzero sconfigge in finale Andy Roddick. Finale e vittoria che viene replicata l'anno successivo, stavolta senza perdere un set.
In finale nel 2006 si incontrano per la prima di tre finali consecutive Roger Federer e Rafael Nadal: i due daranno vita ad una delle più grandi rivalità sportive della storia del tennis. Nelle prime due occasioni si impone Federer. Nel 2009, il detentore del titolo Rafael Nadal rinuncia a partecipare al torneo per un infortunio al ginocchio, dopo la sua prima sconfitta della carriera all'Open di Francia per mano di Robin Söderling. Federer arriva ancora una volta in finale, dove affronta per la terza volta, dopo il 2004 e il 2005, Andy Roddick, in un match molto combattuto protrattosi fino al 5º set, e vinto dallo svizzero col punteggio di 5--7, 7-6, 7-6, 3-6, 16-14.

#### La più grande partita mai vista

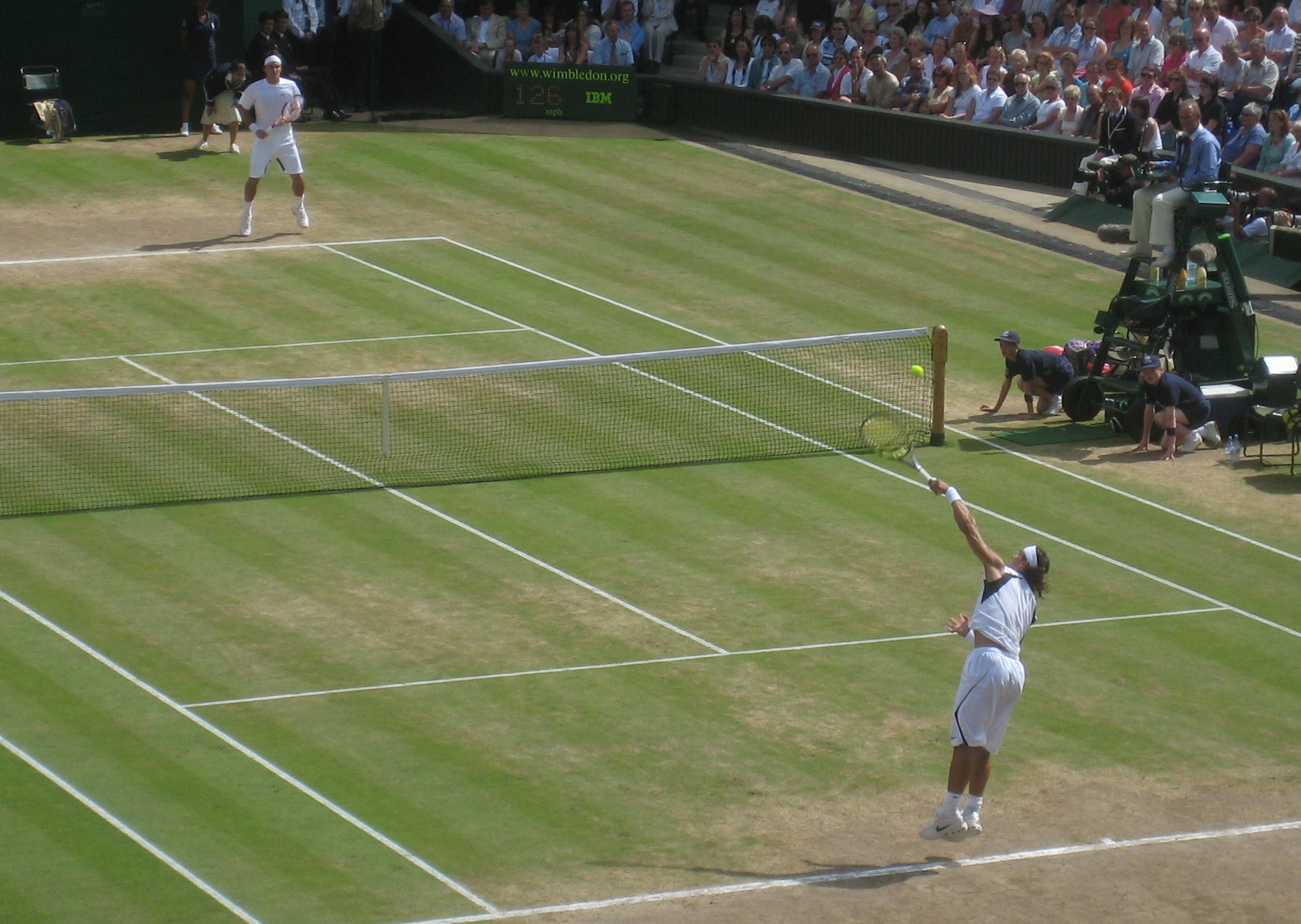
Roger Federer e Rafael Nadal sul Centre Court.

Fu John McEnroe, plurivincitore dei Championships, a definire la finale tra Roger Federer e Rafael Nadal «la più grande mai vista» («the greatest ever seen»). Nel 2008 a contendersi il titolo del singolare maschile a Wimbledon sono per la terza edizione consecutiva Roger Federer e Rafael Nadal. Lo spagnolo era uscito sconfitto nelle sfide del torneo di Londra, al contrario di Parigi nel torneo del Roland Garros, dove il mancino aveva sempre prevalso sullo svizzero. Il 6 luglio 2008 Nadal vince i primi 2 combattuti set ed è sul punto di aggiudicarsi il 3º set e con esso l'incontro ma la pioggia interrompe il gioco. La partita riprende dopo qualche decina di minuti: Federer rientra in gara e vince il 3º parziale al tie-break. Nel 4º set l'elvetico vince ancora al tie-break, dopo una clamorosa rimonta che include l'annullamento di due match point, portando il conteggio dei set a 2 pari. Federer sembra in miglior condizione che Nadal ma, quando lo spagnolo sta per capitolare, ancora una volta la pioggia interrompe la partita. Alla ripresa, Nadal riassume la guida del gioco e si porta sul 6-6. Nel 5º set non è previsto il tie-break, e la partita prosegue fino al 7-7. A questo punto lo spagnolo passa avanti portandosi all' 8-7, e vincendo il set e l'incontro per 9-7. La partita dura complessivamente 4 ore e 48 minuti, ma per le varie interruzioni per pioggia si è protratta dalle 3 del pomeriggio fino alle 10 e 30 di sera.

#### I primi dieci anni del duemila: il dominio delle Sorelle Williams

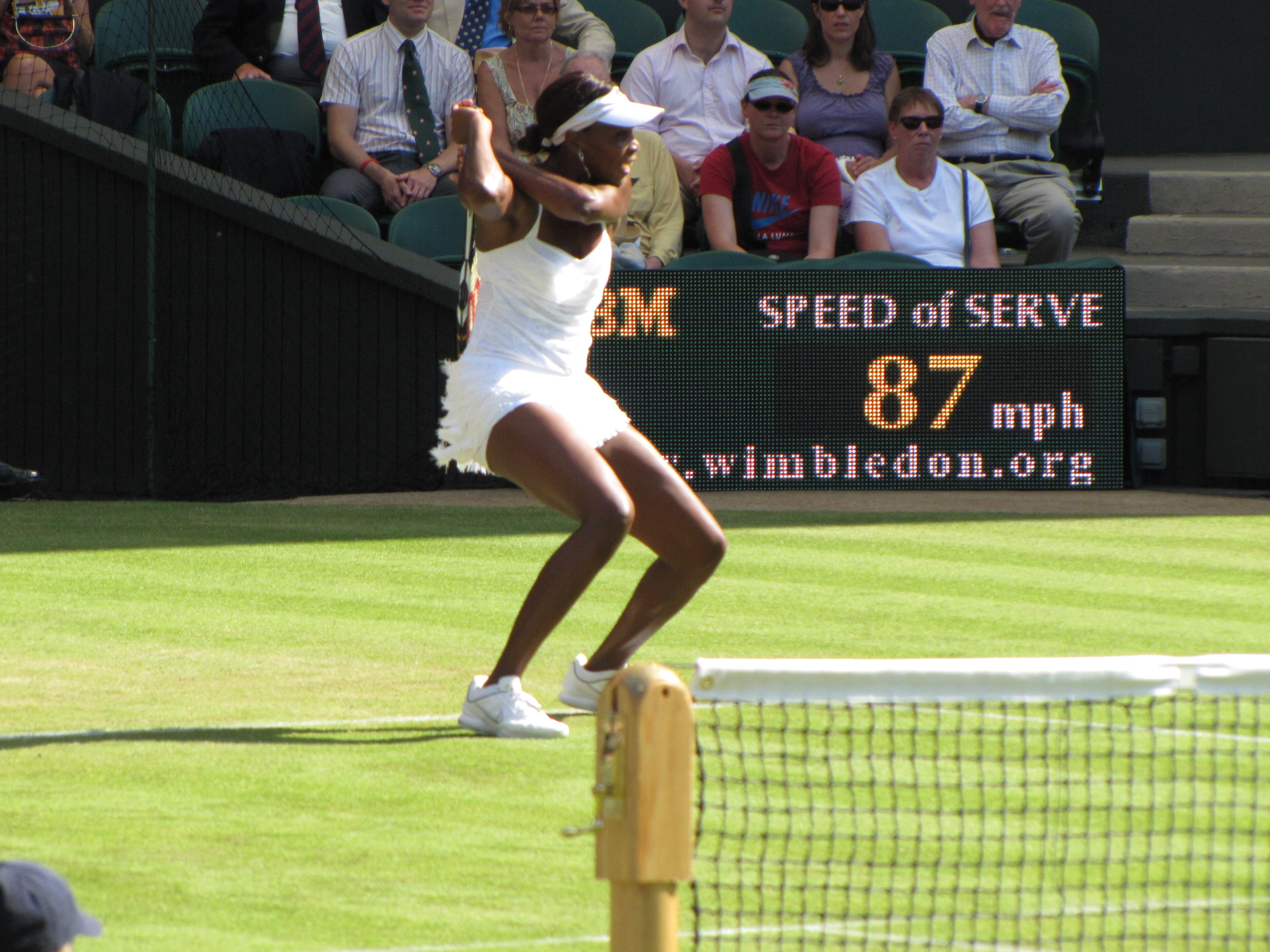
Venus Williams vincitrice di 5 edizioni del torneo.

Le sorelle Venus e Serena Williams, entrambe vincitrici di questo torneo (5 titoli Venus, 7 titoli Serena) sono le protagoniste dei primi anni duemila. Si sono incontrate in finale quattro volte: nel 2002, (prima volta che due sorelle si affrontano in finale a Wimbledon dal 1884) nel 2003, nel 2008 e nel 2009. Tra il 2000 e il 2010, sono arrivate in finale quattro volte senza perdere un set, e solo nel 2006 nessuna delle due è arrivata in finale. Complessivamente hanno vinto 12 piatti d'argento in singolare e 6 coppe in doppio, e nel primo decennio del millennio hanno ceduto il titolo solo nel 2004 alla diciassettenne russa Marija Šarapova, e nel 2006 a Amélie Mauresmo, primo trionfo di una francese dal 1925, che ha sconfitto in finale la belga Justine Henin. Nel 2005 Venus Williams gioca contro Lindsay Davenport la finale più lunga del torneo, durata di 2 ore e 46 minuti. Nel 2011 conquista il titolo Petra Kvitová, alla prima vittoria in uno Slam, che supera in finale la Šarapova in due set. Serena Williams torna a vincere il torneo nel 2012 battendo in finale Agnieszka Radwańska, dominando al servizio con un totale di 102 ace, nuovo record per il torneo. Nel 2013 è invece la sorpresa Marion Bartoli, che, dopo la finale persa nel 2007, riesce ad imporsi su Sabine Lisicki, uscita vincente negli ottavi dal match contro la detentrice del torneo, Serena Williams. Questo sarà anche l'ultima partecipazione al torneo di Bartoli, dato che si ritirerà un mese dopo. Nel 2014 è ancora la ceca Kvitova ad alzare il trofeo più importante, imponendosi su Eugenie Bouchard in due set, prima finale assoluta per una canadese. Dopo due anni di assenza, Serena Williams torna a conquistare il titolo nel 2015, battendo la sorpresa del torneo Garbiñe Muguruza. L'anno dopo conferma il titolo, sconfiggendo in finale Angelique Kerber, ottenendo il settimo successo a Church Road. Ma questi saranno gli ultimi titoli per le sorelle Williams. Una nuova generazione è già pronta a prenderne il posto.

#### Anni dieci del duemila

##### L'ascesa di Đjoković
Il 2010 vede trionfare per la seconda volta Rafael Nadal, capace di imporsi sul ceco Tomáš Berdych, che era riuscito nell'impresa di eliminare ai quarti di finale il campione uscente Roger Federer. Nel 2011 è ancora una volta Nadal a raggiungere la finale, dove però è costretto a cedere al serbo Novak Đjoković con il punteggio di 6-4, 6-1, 1-6, 6-3, che oltre al titolo toglierà anche la prima posizione del ranking mondiale al rivale. Nell'edizione 2012 il serbo viene eliminato in semifinale dal sei volte campione Federer, che riuscirà a impossessarsi del settimo trofeo (record assoluto condiviso con Pete Sampras e William Renshaw) ai danni della promessa britannica Andy Murray. Con questa vittoria Federer torna al primo posto del ranking mondiale, eguagliando e poi battendo definitivamente il 16 luglio di tale anno il record di settimane alla posizione numero 1 precedentemente posseduto da Pete Sampras (286). Nel 2013 Andy Murray batte in finale il nº 1 del mondo Novak Đjoković: è la prima volta, dopo 77 anni, che un britannico vince Wimbledon dai tempi di Fred Perry nel 1936. Dopo il 2011 Novak Đjoković torna al successo sull'erba londinese nel 2014, trionfando su Roger Federer al termine di una partita combattuta finita con il punteggio di 6(7)-7, 6-4, 7-6(4), 5-7, 6-4. Nel 2015 Đjoković ottiene il terzo successo, battendo in finale nuovamente Federer. Il 2016 è un altro anno fortunato sull'erba per il tennista scozzese, che riesce a trionfare per la seconda volta allo slam londinese, dopo quella del 2013. Nel 2017 a Wimbledon la storia si ripete ancora con Federer che conquista il suo ottavo titolo, stabilendo il nuovo record del maggior numero di titoli vinti in singolare maschile a Wimbledon (8), battendo Marin Cilic. Nel 2018 e nel 2019 Đoković conquista il titolo per la quarta e quinta volta, superando rispettivamente Kevin Anderson in tre set e Federer in una battaglia di quasi cinque ore. Il tennista serbo si ripete nel 2021 sconfiggendo in finale Matteo Berrettini (primo italiano in una finale a Wimbledon), e nel 2022 battendo il tennista australiano e specialista al servizio, Nick Kyrgios, portando a sette il numero dei suoi titoli a Wimbledon.

##### La maratona Isner-Mahut nel 2010
Il 24 giugno 2010 il match tra John Isner e Nicolas Mahut supera tutti i record della storia del tennis per durata dell'incontro, numero di game giocati e di ace conseguiti in un match. Dopo l'interruzione del primo giorno per mancanza di luce, l'incontro viene disputato fino a raggiungere il quinto set con 59 game per parte, ma viene nuovamente sospeso per lo stesso motivo. Alla fine vince Isner, 70 a 68 al quinto set, dopo più di 11 ore di gioco. Precedentemente a questo incontro, il record di durata apparteneva alla sfida tra Pancho Gonzales e Charlie Pasarel.

#### Post Big 3 era: il fenomeno Carlos Alcaraz
Nel 2023 il ventenne Carlos Alcaraz sconfigge il trentaseienne Đjoković in cinque set (1-6, 7-6, 6-1, 3-6, 6-4) e mantiene il primo posto in classifica. L'anno successivo Alcaraz vince di nuovo, contro lo stesso Đjoković, in tre set netti.

##### Turnover femminile
Nel 2017, assente Serena Williams per gravidanza, il titolo viene conquistato dalla spagnola Garbine Muguruza contro la trentasettenne Venus Williams. Nel 2018 la tedesca Angelique Kerber batte in finale Serena Williams, rientrante dalla nascita della prima figlia. L'anno successivo sarà la rumena Simona Halep a prevalere sulla Williams con un'eccezionale prestazione in campo, commettendo solo 3 errori gratuiti in un incontro terminato per 6-2, 6-2.
Nel 2020 il torneo non viene disputato per la prima volta dalle due Guerre Mondiali a causa della pandemia di covid-19.
Le giocatrici di tocco diventano protagoniste a Wimbledon nel 2021 con Ashleigh Barty che vince il titolo imponendosi in finale su Karolina Pliskova. Negli anni successivi sale alla ribalta la tunisina Ons Jabeur, altra specialista delle palle corte, disputando due finali consecutive nel 2022 e nel 2023. Esce sconfitta, da favorita della viglia, in entrambe le occasioni; nel 2022 perde contro Elena Rybakina, che non può ricevere punti a causa della decisione di ATP e WTA di non distribuirne in opposizione all'esclusione da parte dell'All England Club dei tennisti russi e bielorussi a causa dell'invasione russa dell'Ucraina del 2022; nel 2023 Jabeur perde in finale dalla ceca Marketa Vondrousova, prima tennista di sempre a trionfare senza essere testa di serie. L'edizione del 2024, la prima senza alcuna delle sorelle Williams nel tabellone principale, viene aggiudicata da Barbora Krejčíková, settima vincitrice differente in sette edizioni consecutive.

## Eventi
Ci sono cinque eventi principali a Wimbledon: singolare maschile, singolare femminile, doppio maschile, doppio femminile e doppio misto. In aggiunta esiste un torneo junior con sei categorie: singolare e doppio maschile e femminile, riservati ai ragazzi tra i 14 e i 18 anni, e un torneo ad inviti diviso in singolare maschile under 14 e singolare femminile under 14.
Riguardo ai tornei ad inviti si giocano anche il doppio maschile, femminile e misto.
Infine si giocano il singolare maschile in carrozzina, singolare femminile in carrozzina, quad singolare, doppio maschile in carrozzina, doppio femminile in carrozzina e quad doppio.
Le partite del singolare maschile sono al meglio dei cinque set, tutte le altre al meglio dei tre (anche il doppio maschile, dal 2023). Tutti i tornei sono ad eliminazione diretta; sfuggono a questa regola i doppi per invito e le categorie under 14, che prevedono un girone all'italiana.
Fino al 1921 era in vigore il cosiddetto Challenge Round, vale a dire l'ammissione diretta alla finale dei vincitori dell'edizione precedente, eccetto che per i tornei di doppio femminile e misto. Poiché si creava un vantaggio pregiudiziale, la regola venne abolita per votazione degli stessi tennisti.

## I campi

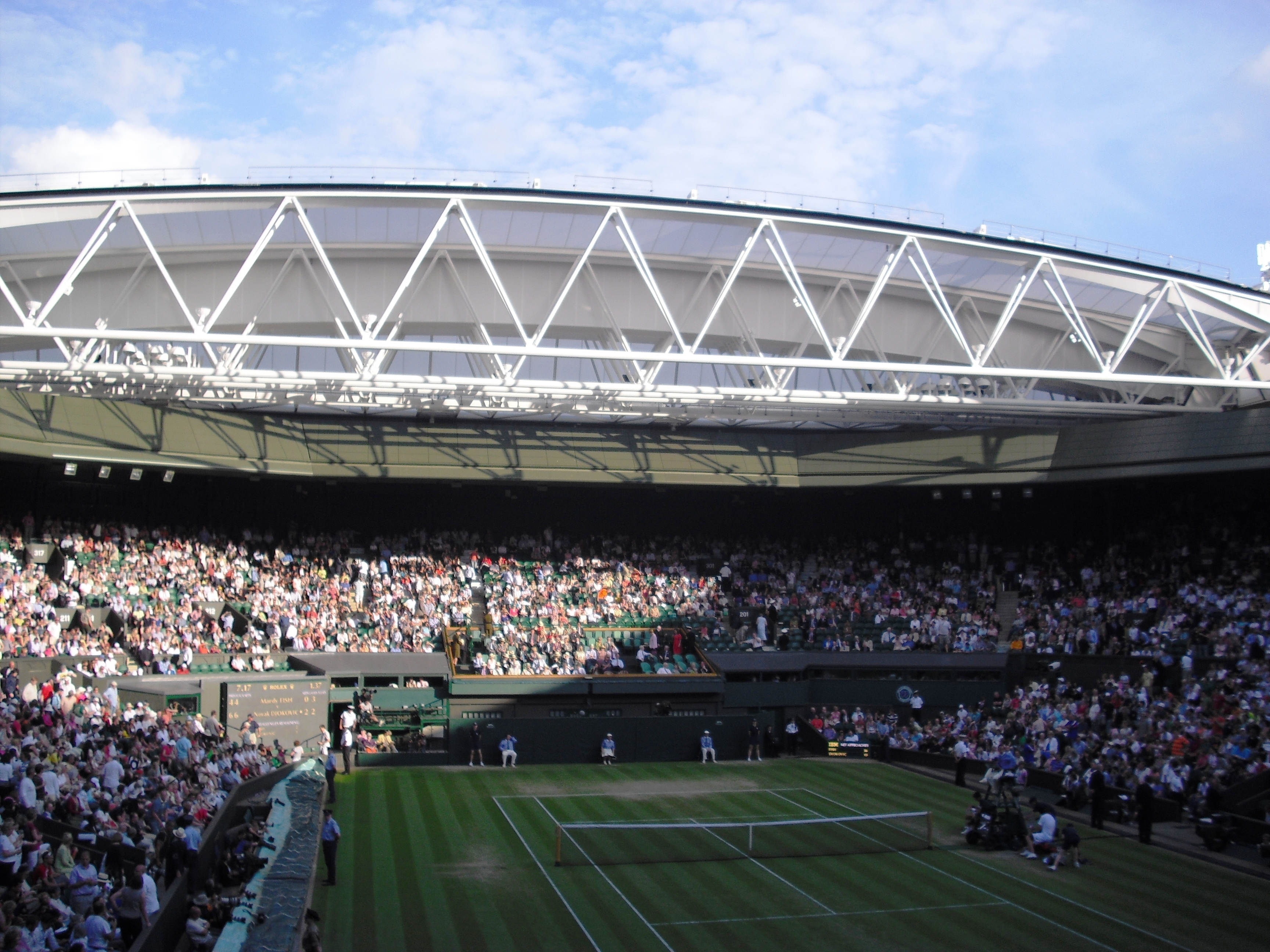
Il nuovo Centre Court dotato di tetto.

Il campo principale viene chiamato Centre Court ed è lì che si svolgono sempre gli incontri finali del torneo; attualmente può ospitare 14 979 spettatori seduti. A causa della natura imprevedibile del tempo britannico durante il torneo, un tetto retraibile è stato installato ed utilizzato a partire dall'edizione del 2009: eviterà interruzioni molto lunghe del torneo. Questo tetto è stato sfruttato per la prima volta il 29 giugno 2009, quando l'incontro degli ottavi femminili tra Dinara Safina e Amélie Mauresmo è stato interrotto da un acquazzone nel corso del secondo set, ma è potuto riprendere dopo meno di tre quarti d'ora.
Il Campo N. 1 fu soggetto a una notevole ristrutturazione nel 1997; era in origine adiacente al Centre Court ma venne sostituito da una nuova arena con un maggior numero di posti per gli spettatori. Come il Centre Court, anche il campo N. 1 ospita alcuni degli incontri più importanti, come i quarti di finale del torneo di singolo.
Il vecchio Campo N. 2, demolito e ricostruito dopo l'edizione 2008, portava il soprannome de "Il cimitero dei campioni" poiché era lì che, nel corso degli anni, molti dei tennisti più quotati e favoriti per la vittoria del torneo subirono sconfitte inaspettate, soprattutto nei primi turni.

## Tradizioni
Verde e viola sono i colori tradizionali del torneo di Wimbledon. Le giocatrici donne vengono sempre appellate con "Miss" o "Mrs" durante il gioco (ad esempio quando il giudice di sedia dichiara il punteggio). I professionisti uomini invece vengono indicati solo con il cognome, mentre i dilettanti sono chiamati col titolo "Mr".
Durante il torneo, un falcone di nome Rufus sorvola i campi dalle nove di mattina per oltre un’ora prima dell’apertura dei cancelli per allontanare i piccioni, che potrebbero distrarre i giocatori e danneggiare l’erba.
Il torneo inizia ogni anno sei settimane prima del primo lunedì di agosto e dura due settimane. Tradizionalmente non si gioca nel "middle Sunday", anche se per quattro volte nella storia del torneo (l'ultima nel 2016) la pioggia ha costretto a giocare in quel giorno. Tutti gli incontri degli ottavi di finale singolare e doppio (maschile e femminile) e doppio misto vengono quindi disputati nel "manic Monday", ovvero il lunedì della seconda settimana. Nell'edizione del 2022 si è programmato di giocare regolarmente anche nella "middle Sunday". Durante la prima settimana si disputano i primi turni del tabellone, mentre nella seconda si giocano ottavi, quarti, semifinali e finale.
I tennisti e le tenniste devono indossare divise e scarpe di colore bianco in onore alla tradizione dei primi giocatori inglesi, che utilizzavano quel colore in segno di eleganza, poca vistosità e perché era quello che mascherava meglio la sudorazione durante il gioco. Accenni o dettagli di altri colori, in particolare con riferimento allo sponsor tecnico, sono tuttavia accettati, purché minimi.
Per venire incontro alle necessità delle tenniste, a partire dall'edizione del 2023 è concesso alle giocatrici di indossare biancheria colorata sotto il consueto completo bianco. Questa scelta riduce lo stress delle giocatrici relativo a possibili macchie dovute alle mestruazioni, che sul tessuto bianco sarebbero più evidenti.

## Premi per i vincitori

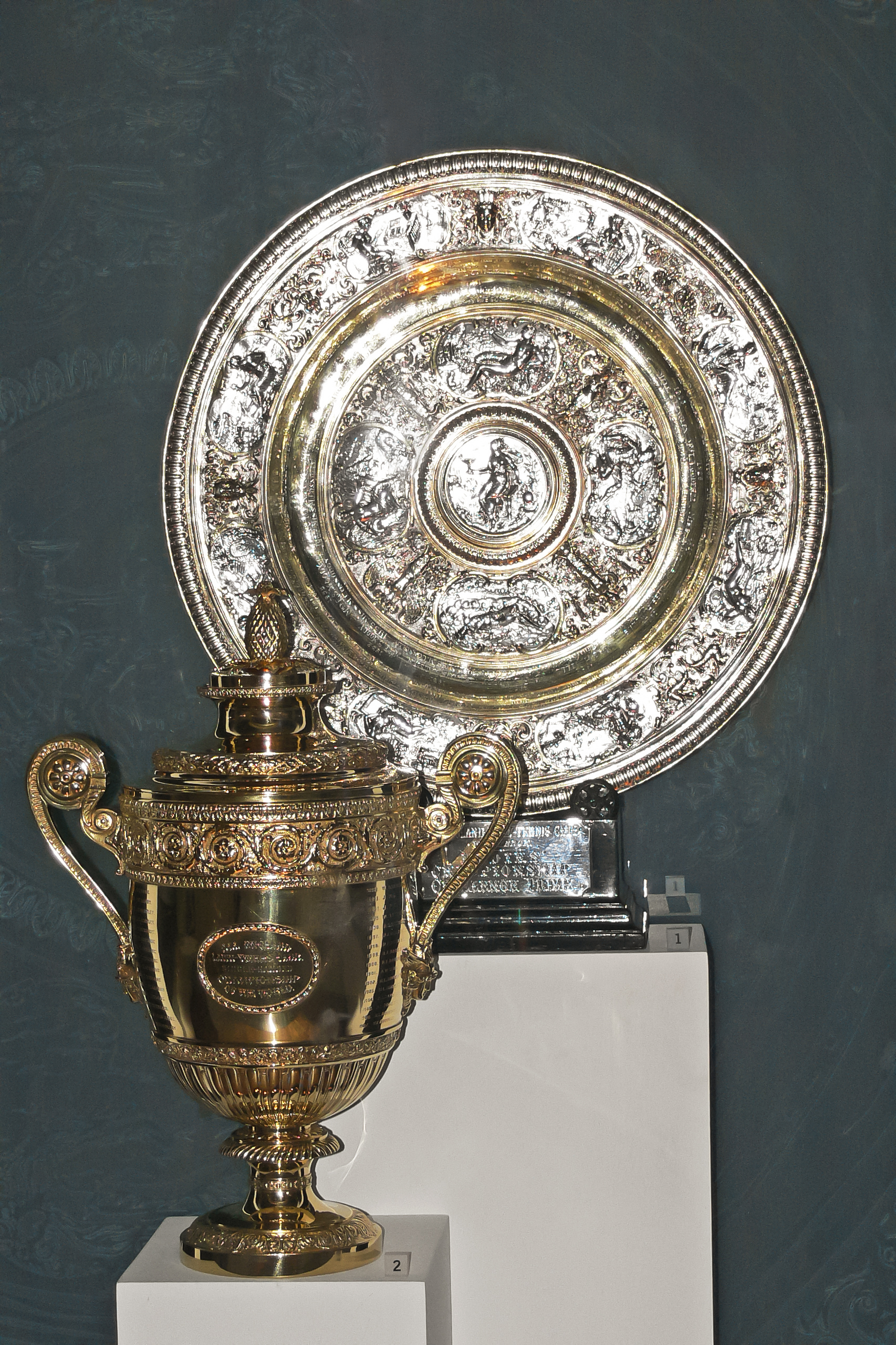
I trofei: in basso quello maschile e in alto quello femminile.

Il vincitore del singolo maschile riceve una coppa in argento dorato alta più di 45 centimetri. Il trofeo del singolare femminile è un vassoio d'argento, di quasi 51 centimetri di diametro, comunemente chiamato "Rosewater Dish" o il "Venus Rosewater Dish"; trofei vengono consegnati anche ai vincitori degli altri eventi.
Dal 2007 il torneo di Wimbledon prevede un montepremi uguale sia per il torneo maschile che quello femminile.

## Vincitori
Di seguito i rimandi agli elenchi dei vincitori del Torneo di Wimbledon:
- Singolare maschile
- Singolare femminile
- Doppio maschile
- Doppio femminile
- Doppio misto
- Torneo juniores

### Tennisti più vittoriosi
In grassetto i tennisti ancora in attività
| Vittorie | Tennista         | Nazione     | Primo titolo | Ultimo titolo | Arco di anni |
| -------- | ---------------- | ----------- | ------------ | ------------- | ------------ |
| 8        | Roger Federer    | Svizzera    | 2003         | 2017          | 15           |
| 7        | William Renshaw  | Regno Unito | 1881         | 1889          | 9            |
| 7        | Pete Sampras     | Stati Uniti | 1993         | 2000          | 8            |
| 7        | Novak Đoković    | Serbia      | 2011         | 2022          | 12           |
| 5        | Laurence Doherty | Regno Unito | 1902         | 1906          | 5            |
| 5        | Björn Borg       | Svezia      | 1976         | 1980          | 5            |
| 4        | Reginald Doherty | Regno Unito | 1897         | 1900          | 4            |
| 4        | Anthony Wilding  | Australia   | 1910         | 1913          | 4            |
| 4        | Rod Laver        | Australia   | 1961         | 1969          | 9            |
| 3        | Wilfred Baddeley | Regno Unito | 1891         | 1895          | 5            |
| 3        | Arthur Gore      | Regno Unito | 1901         | 1909          | 9            |
| 3        | Bill Tilden      | Stati Uniti | 1920         | 1930          | 11           |
| 3        | Fred Perry       | Regno Unito | 1934         | 1936          | 3            |
| 3        | John Newcombe    | Australia   | 1967         | 1971          | 5            |
| 3        | John McEnroe     | Stati Uniti | 1981         | 1984          | 4            |
| 3        | Boris Becker     | Germania    | 1985         | 1989          | 5            |

### Tenniste più vittoriose
In grassetto le tenniste ancora in attività
| Vittorie | Tennista                   | Nazione     | Primo titolo | Ultimo titolo | Arco di anni |
| -------- | -------------------------- | ----------- | ------------ | ------------- | ------------ |
| 9        | Martina Navrátilová        | Stati Uniti | 1978         | 1990          | 13           |
| 8        | Helen Wills Moody          | Stati Uniti | 1927         | 1938          | 12           |
| 7        | Dorothea Douglass Chambers | Regno Unito | 1903         | 1914          | 12           |
| 7        | Steffi Graf                | Germania    | 1988         | 1996          | 9            |
| 7        | Serena Williams            | Stati Uniti | 2002         | 2016          | 15           |
| 6        | Blanche Bingley            | Regno Unito | 1886         | 1900          | 15           |
| 6        | Suzanne Lenglen            | Francia     | 1919         | 1925          | 7            |
| 6        | Billie Jean King           | Stati Uniti | 1966         | 1975          | 10           |
| 5        | Charlotte Dod              | Regno Unito | 1887         | 1893          | 7            |
| 5        | Charlotte Cooper           | Regno Unito | 1895         | 1908          | 14           |
| 5        | Venus Williams             | Stati Uniti | 2000         | 2008          | 9            |
| 4        | Louise Brough              | Stati Uniti | 1948         | 1955          | 8            |
| 3        | Maureen Connolly           | Stati Uniti | 1952         | 1954          | 3            |
| 3        | Maria Bueno                | Brasile     | 1959         | 1964          | 6            |
| 3        | Margaret Smith Court       | Australia   | 1963         | 1970          | 8            |
| 3        | Chris Evert                | Stati Uniti | 1974         | 1981          | 8            |

## Alcuni primati del torneo
| Record                                                       | Era                                                 | Giocatore(i)                                         | Numero                   | Anni vincenti |
| ------------------------------------------------------------ | --------------------------------------------------- | ---------------------------------------------------- | ------------------------ | --- |
| Maschile dal 1877                                            |                                                     |                                                      |                          | |
| Maggior numero di titoli nel singolare maschile              | Prima del 1968:                                     | William Renshaw                                      | 7                        | 1881, 1882, 1883, 1884, 1885, 1886, 1889 |
| Maggior numero di titoli nel singolare maschile              | Dopo il 1968:                                       | Roger Federer                                        | 8                        | 2003, 2004, 2005, 2006, 2007, 2009, 2012, 2017 |
| Maggior numero di titoli consecutivi nel singolare maschile  | Prima del 1968:                                     | William Renshaw (con la formula del Challenge Round) | 6                        | 1881, 1882, 1883, 1884, 1885, 1886 |
| Maggior numero di titoli consecutivi nel singolare maschile  | Dopo il 1968:                                       | Björn Borg Roger Federer                             | 5                        | 1976, 1977, 1978, 1979, 1980 2003, 2004, 2005, 2006, 2007 |
| Maggior numero di titoli nel doppio maschile                 | Prima del 1968:                                     | Reggie Doherty & Laurie Doherty                      | 8                        | 1897, 1898, 1899, 1900, 1901, 1903, 1904, 1905 |
| Maggior numero di titoli nel doppio maschile                 | Dopo il 1968:                                       | Todd Woodbridge                                      | 9                        | 1993, 1994, 1995, 1996, 1997, 2000 (con Mark Woodforde), 2002, 2003, 2004 (con Jonas Björkman)                                                                             |
| Maggior numero di titoli consecutivi nel doppio maschile     | Prima del 1968:                                     | Reggie Doherty & Laurie Doherty                      | 5                        | 1897, 1898, 1899, 1900, 1901 |
| Maggior numero di titoli consecutivi nel doppio maschile     | Dopo il 1968:                                       | Todd Woodbridge & Mark Woodforde                     | 5                        | 1993, 1994, 1995, 1996, 1997 |
| Maggior numero di titoli nel doppio misto - uomini           | Prima del 1968:                                     | Ken Fletcher Vic Seixas                              | 4                        | 1963, 1965, 1966, 1968 (con Margaret Court) 1953, 1954, 1955, 1956 (3 con Doris Hart, 1 con Shirley Fry Irvin)                                                             |
| Maggior numero di titoli nel doppio misto - uomini           | Dopo il 1968:                                       | Owen Davidson                                        | 4                        | 1967, 1971, 1973, 1974 (con Billie Jean King) |
| Maggior numero di titoli complessivi - uomini                | Prima del 1968:                                     | William Renshaw                                      | 14                       | 1880-1889 (7 singolare, 7 doppio) |
| Maggior numero di titoli complessivi - uomini                | Dopo il 1968:                                       | Todd Woodbridge                                      | 9                        | 1993-2004 (9 doppio) |
| Donne dal 1884                                               |                                                     |                                                      |                          | |
| Maggior numero di titoli nel singolare femminile             | Prima del 1968:                                     | Helen Wills                                          | 8                        | 1927, 1928, 1929, 1930, 1932, 1933, 1935, 1938 |
| Maggior numero di titoli nel singolare femminile             | Dopo il 1968:                                       | / Martina Navrátilová                                | 9                        | 1978, 1979, 1982, 1983, 1984, 1985, 1986, 1987, 1990 |
| Maggior numero di titoli consecutivi nel singolare femminile | Prima del 1968:                                     | Suzanne Lenglen                                      | 5                        | 1919, 1920, 1921, 1922, 1923 |
| Maggior numero di titoli consecutivi nel singolare femminile | Dopo il 1968:                                       | / Martina Navrátilová                                | 6                        | 1982, 1983, 1984, 1985, 1986, 1987 |
| Maggior numero di titoli nel doppio femminile                | Prima del 1968:                                     | Elizabeth Ryan                                       | 12                       | 1914 (con Agatha Morton), 1919, 1920, 1921, 1922, 1923, 1925 (con Suzanne Lenglen), 1926 (con Mary Browne), 1927, 1930 (con Helen Wills), 1933, 1934 (con Simonne Mathieu) |
| Maggior numero di titoli nel doppio femminile                | Prima del 1968:                                     | Billie Jean King                                     | 10                       | 1961, 1962 (con Karen Hantze Susman), 1965 (con Maria Bueno), 1967, 1968, 1970, 1971, 1973 (con Rosie Casals), 1972 (con Betty Stöve), 1979 (con Martina Navrátilová)      |
| Maggior numero di titoli nel doppio femminile                | Dopo il 1968:                                       | / Martina Navrátilová                                | 7                        | 1976 (con Chris Evert), 1979 (con Billie Jean King), 1981, 1982, 1983, 1984, 1986 (con Pam Shriver)                                                                        |
| Maggior numero di titoli consecutivi nel doppio femminile    | Prima del 1968:                                     | Suzanne Lenglen & Elizabeth Ryan                     | 5                        | 1919, 1920, 1921, 1922, 1923 |
| Maggior numero di titoli consecutivi nel doppio femminile    | Dopo il 1968:                                       | / Martina Navrátilová & Pam Shriver / Nataša Zvereva | 4                        | 1981, 1982, 1983, 1984 1991 (con Larisa Neiland), 1992, 1993, 1994 (Gigi Fernández)                                                                                        |
| Maggior numero di titoli nel doppio misto - donne            | Prima del 1968:                                     | Elizabeth Ryan                                       | 7                        | 1919, 1921, 1923 (con Randolph Lycett), 1927 (con Frank Hunter), 1928 (con Patrick Spence), 1930 (con Jack Crawford), 1932 (con Enrique Maier)                             |
| Maggior numero di titoli nel doppio misto - donne            | Dopo il 1968:                                       | / Martina Navrátilová                                | 4                        | 1985 (con Paul McNamee), 1993 (con Mark Woodforde), 1995 (con Jonathan Stark), 2003 (con Leander Paes)                                                                     |
| Maggior numero di titoli complessivi - donne                 | Prima del 1968:                                     | Billie Jean King                                     | 20                       | 1961-79 (6 singolare, 10 doppio, 4 misto) |
| Maggior numero di titoli complessivi - donne                 | Prima del 1968:                                     | Elizabeth Ryan                                       | 19                       | 1914-34 (12 doppio, 7 misto) |
| Maggior numero di titoli complessivi - donne                 | Dopo il 1968:                                       | / Martina Navrátilová                                | 20                       | 1976-2003 (9 singolare, 7 doppio, 4 misto) |
| Vari                                                         |                                                     |                                                      |                          | |
| Maggior numero di game vinti in finale                       | Maggior numero di game vinti in finale              | Andy Roddick                                         | 39                       | 2009 |
| Maggior numero di match giocati (uomini)                     | Maggior numero di match giocati (uomini)            | Jean Borotra                                         | 223                      | 1922-39, 1948-64 |
| Maggior numero di match giocati (donne)                      | Maggior numero di match giocati (donne)             | / Martina Navrátilová                                | 326                      | |
| Maggior numero di sconfitte in finale (complessivo)          | Maggior numero di sconfitte in finale (complessivo) | Blanche Bingley Hillyard Chris Evert                 | 7                        | 1885, 1887, 1888, 1891, 1892, 1893, 1901 1973, 1978, 1979, 1980, 1982, 1984, 1985                                                                                          |
| Vincitore col minor ranking (uomini)                         | Vincitore col minor ranking (uomini)                | Goran Ivanišević                                     | 125º                     | 2001 |
| Vincitore con una wild card (complessivo)                    | Vincitore con una wild card (complessivo)           | Goran Ivanišević                                     |                          | 2001 |
| Vincitrice col minor ranking (donne)                         | Vincitrice col minor ranking (donne)                | Markéta Vondroušová                                  | 42a (non testa di serie) | 2023 |
| Vincitore più giovane (Singolare maschile)                   | Vincitore più giovane (Singolare maschile)          | Boris Becker                                         | 17 anni e 227 giorni     | 1985 |
| Vincitore più vecchio (Singolare maschile)                   | Vincitore più vecchio (Singolare maschile)          | Arthur Gore                                          | 41 anni e 182 giorni     | 1909 |
| Vincitore più giovane (Doppio maschile)                      | Vincitore più giovane (Doppio maschile)             | Dennis Ralston                                       | 17 anni e 341 giorni     | 1960 |
| Vincitore più vecchio (Doppio maschile)                      | Vincitore più vecchio (Doppio maschile)             | Gardnar Mulloy                                       | 43 anni e 226 giorni     | 1957 |
| Vincitore più giovane (Doppio misto)                         | Vincitore più giovane (Doppio misto)                | Rod Laver                                            | 20 anni e 328 giorni     | 1959 |
| Vincitore più vecchio (Doppio misto)                         | Vincitore più vecchio (Doppio misto)                | Sherwood Stewart                                     | 42 anni e 28 giorni      | 1988 |
| Vincitrice più giovane (Singolare femminile)                 | Vincitrice più giovane (Singolare femminile)        | Lottie Dod                                           | 15 anni e 285 giorni     | 1887 |
| Vincitrice più vecchia (Singolare femminile)                 | Vincitrice più vecchia (Singolare femminile)        | Charlotte Cooper Sterry                              | 37 anni e 282 giorni     | 1908 |
| Vincitrice più giovane (Doppio femminile)                    | Vincitrice più giovane (Doppio femminile)           | Martina Hingis                                       | 15 anni e 282 giorni     | 1996 |
| Vincitrice più vecchia (Doppio femminile)                    | Vincitrice più vecchia (Doppio femminile)           | Elizabeth Ryan                                       | 42 anni e 152 giorni     | 1934 |
| Vincitrice più giovane (Doppio misto)                        | Vincitrice più giovane (Doppio misto)               | Serena Williams                                      | 16 anni e 282 giorni     | 1998 |
| Vincitrice più vecchia (Doppio misto)                        | Vincitrice più vecchia (Doppio misto)               | / Martina Navrátilová                                | 46 anni e 261 giorni     | 2003 |
| Debuttante più giovane (Singolare maschile)                  | Debuttante più giovane (Singolare maschile)         | Sidney Wood                                          | 15 anni e 231 giorni     | 1927 |
| Debuttante più vecchio (Singolare maschile)                  | Debuttante più vecchio (Singolare maschile)         | Josiah Ritchie                                       | 55 anni e 247 giorni     | 1926 |
| Debuttante più giovane (Doppio maschile)                     | Debuttante più giovane (Doppio maschile)            | Sidney Wood                                          | 15 anni e 234 giorni     | 1927 |
| Debuttante più vecchio (Doppio maschile)                     | Debuttante più vecchio (Doppio maschile)            | Jean Borotra                                         | 65 anni e 317 giorni     | 1964 |
| Debuttante più vecchio (Doppio misto)                        | Debuttante più vecchio (Doppio misto)               | Jean Borotra                                         | 64 anni e 320 giorni     | 1963 |
| Debuttante più giovane (Singolare femminile)                 | Debuttante più giovane (Singolare femminile)        | Jennifer Capriati                                    | 14 anni e 90 giorni      | 1990 |
| Debuttante più vecchia (Singolare femminile)                 | Debuttante più vecchia (Singolare femminile)        | Madeline O'Neill                                     | 54 anni e 304 giorni     | 1922 |
| Debuttante più giovane (Doppio femminile)                    | Debuttante più giovane (Doppio femminile)           | Jennifer Capriati                                    | 14 anni e 92 giorni      | 1990 |
| Testa di serie più giovane (Singolare maschile)              | Testa di serie più giovane (Singolare maschile)     | Björn Borg                                           | 17 anni e 19 giorni      | 1973 |
| Testa di serie più giovane (Singolare femminile)             | Testa di serie più giovane (Singolare femminile)    | Jennifer Capriati                                    | 14 anni e 89 giorni      | 1990 |
| Nazione più vincente (Singolare maschile)                    | Nazione più vincente (Singolare maschile)           | Stati Uniti                                          | 33 titoli                | |
| Nazione più vincente (Singolare femminile)                   | Nazione più vincente (Singolare femminile)          | Stati Uniti                                          | 50 titoli                | |
| Finale maschile più lunga per durata                         | Finale maschile più lunga per durata                | Roger Federer vs Novak Đoković                       | 4 ore 57 minuti          | 2019 |
| Match maschile più lungo per durata                          | Match maschile più lungo per durata                 | John Isner vs Nicolas Mahut                          | 11 ore 5 minuti          | 2010 |
| Finale maschile più lunga per game                           | Finale maschile più lunga per game                  | Roger Federer vs Andy Roddick                        | 77 games                 | 2009 |
| Match maschile più lungo per game                            | Match maschile più lungo per game                   | John Isner vs Nicolas Mahut                          | 183 game                 | 2010 |
| Finale femminile più lunga per durata                        | Finale femminile più lunga per durata               | Lindsay Davenport vs Venus Williams                  | 2 ore 4 minuti           | 2005 |
| Finale femminile più corta per durata                        | Finale femminile più corta per durata               | Iga Swiatek vs Amanda Anisimova                      | 58 minuti                | 2025 |
| Semifinale femminile più lunga per durata                    | Semifinale femminile più lunga per durata           | Jasmine Paolini vs Donna Vekić                       | 2 ore 51 minuti          | 2024 |
| Match femminile più lungo per durata                         | Match femminile più lungo per durata                | Chanda Rubin vs Patricia Hy-Boulais                  | 3 ore 45 minuti          | 1995 |

## Galleria d'immagini

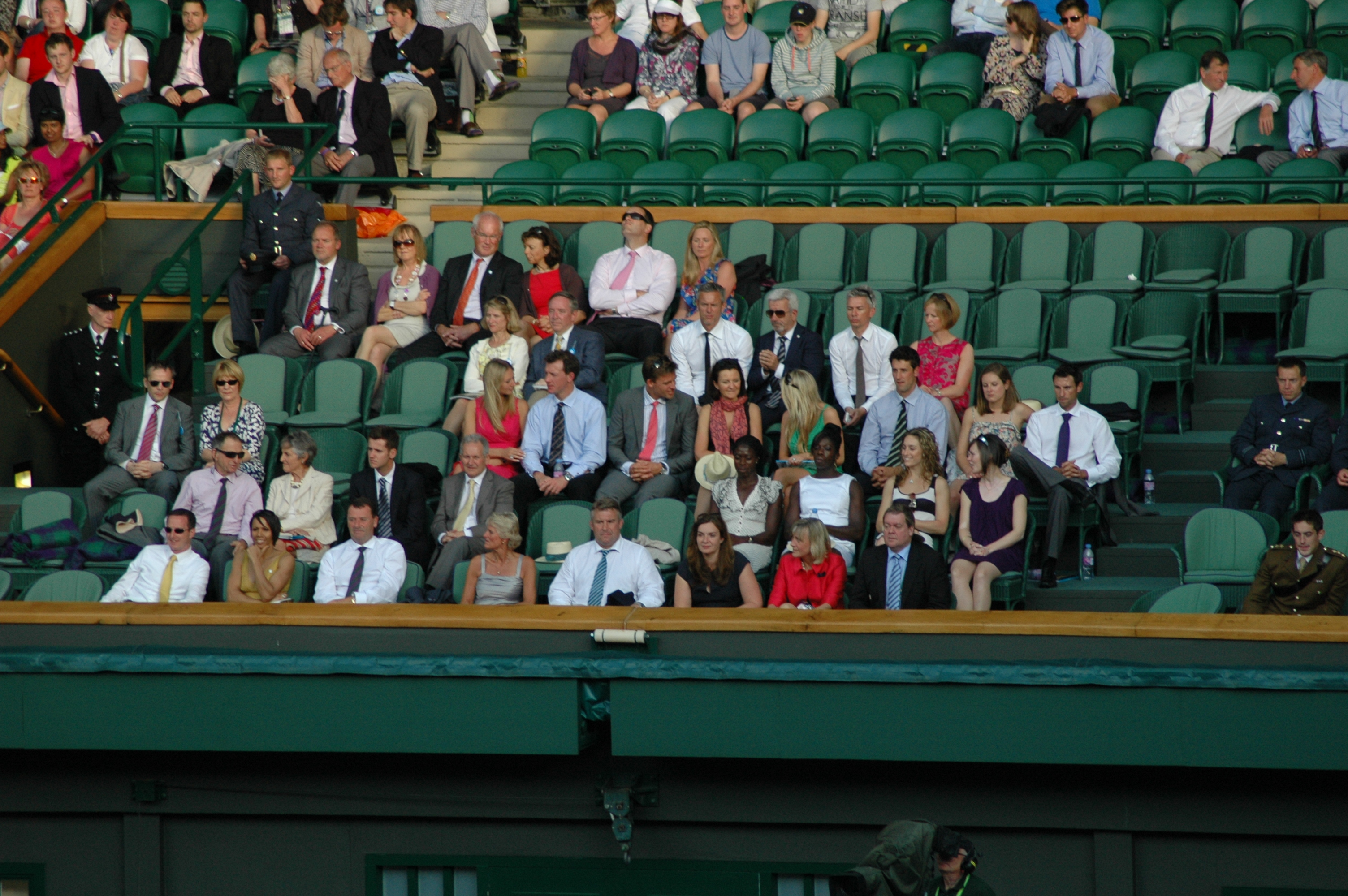
Il Royal Box
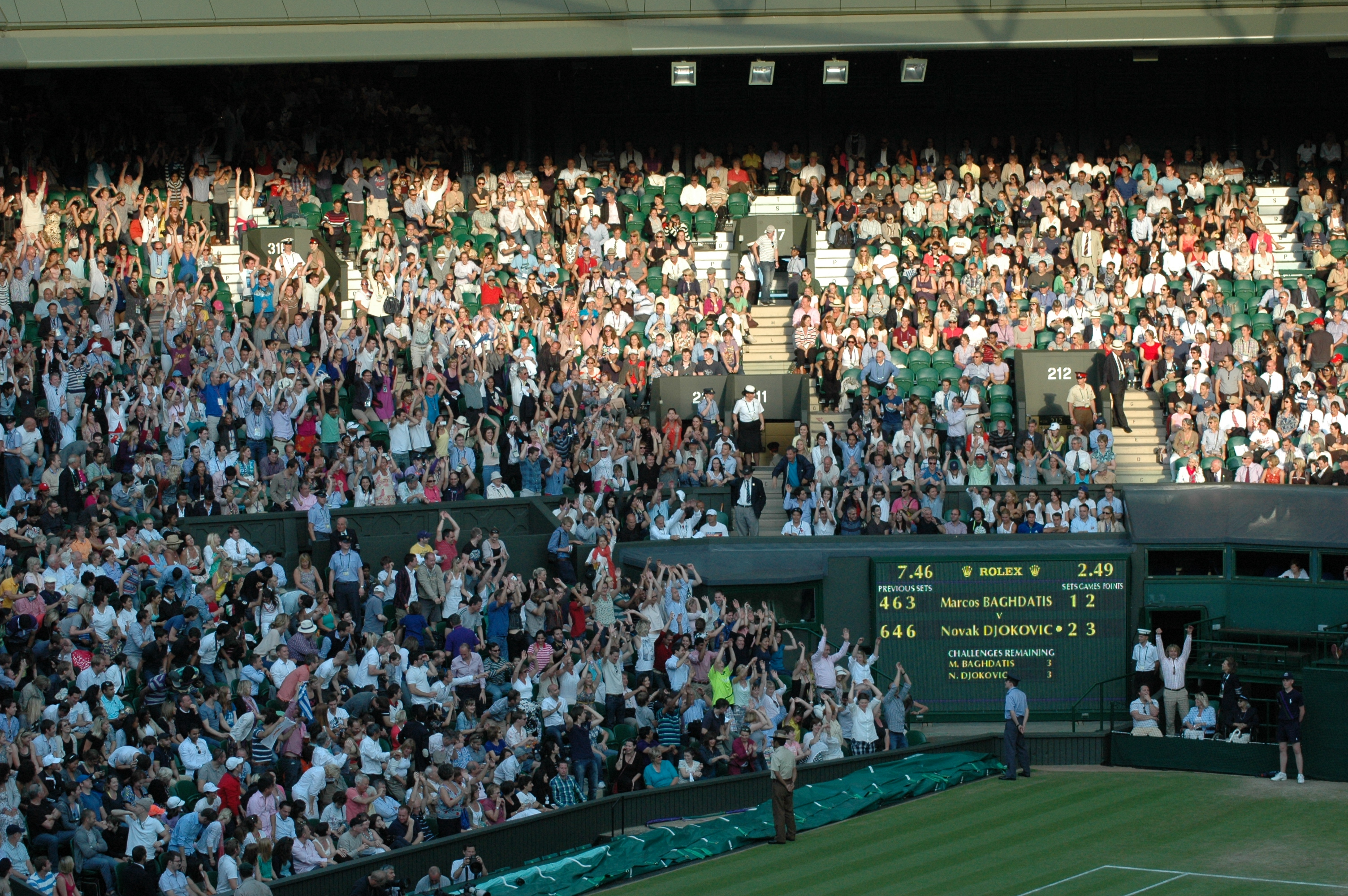
Pubblico a Wimbledon
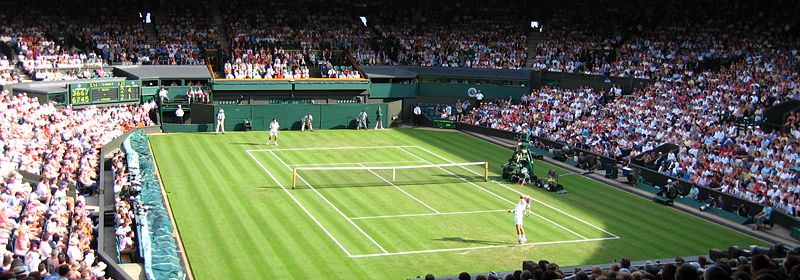
Il campo centrale
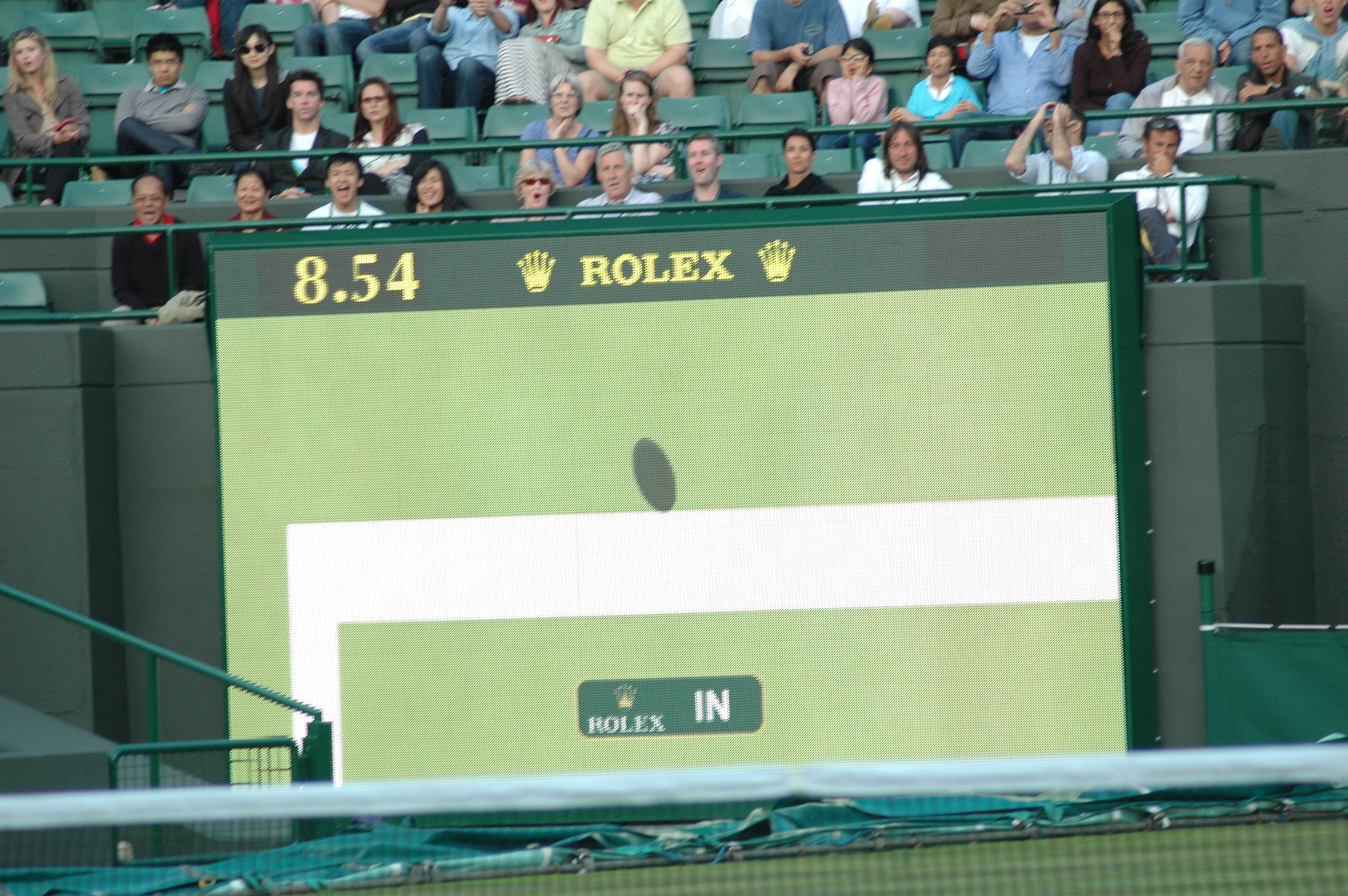
Intervento dell'Hawk-Eye per decidere un punto
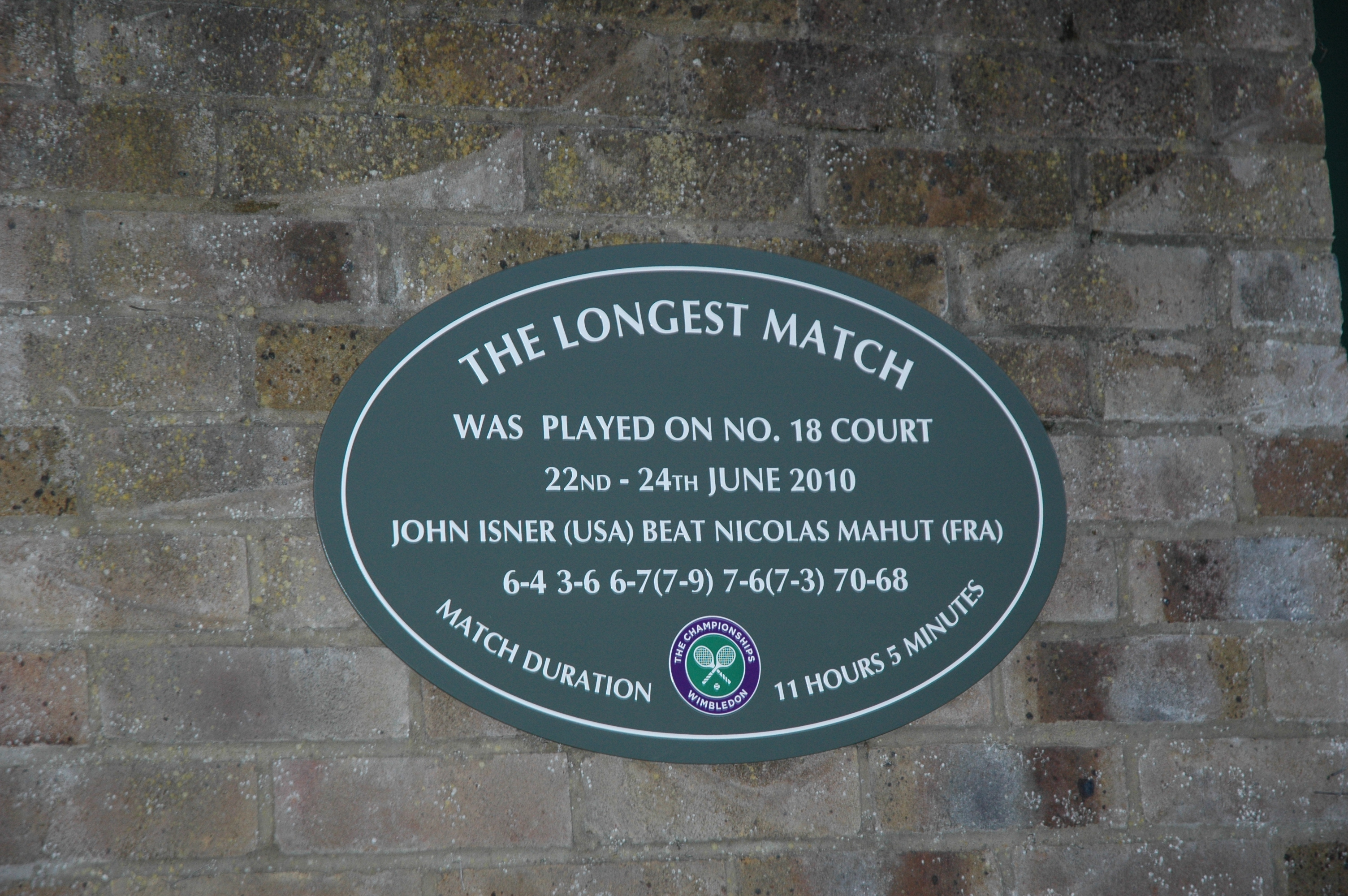
Placca in onore del match più lungo nella storia del tennis
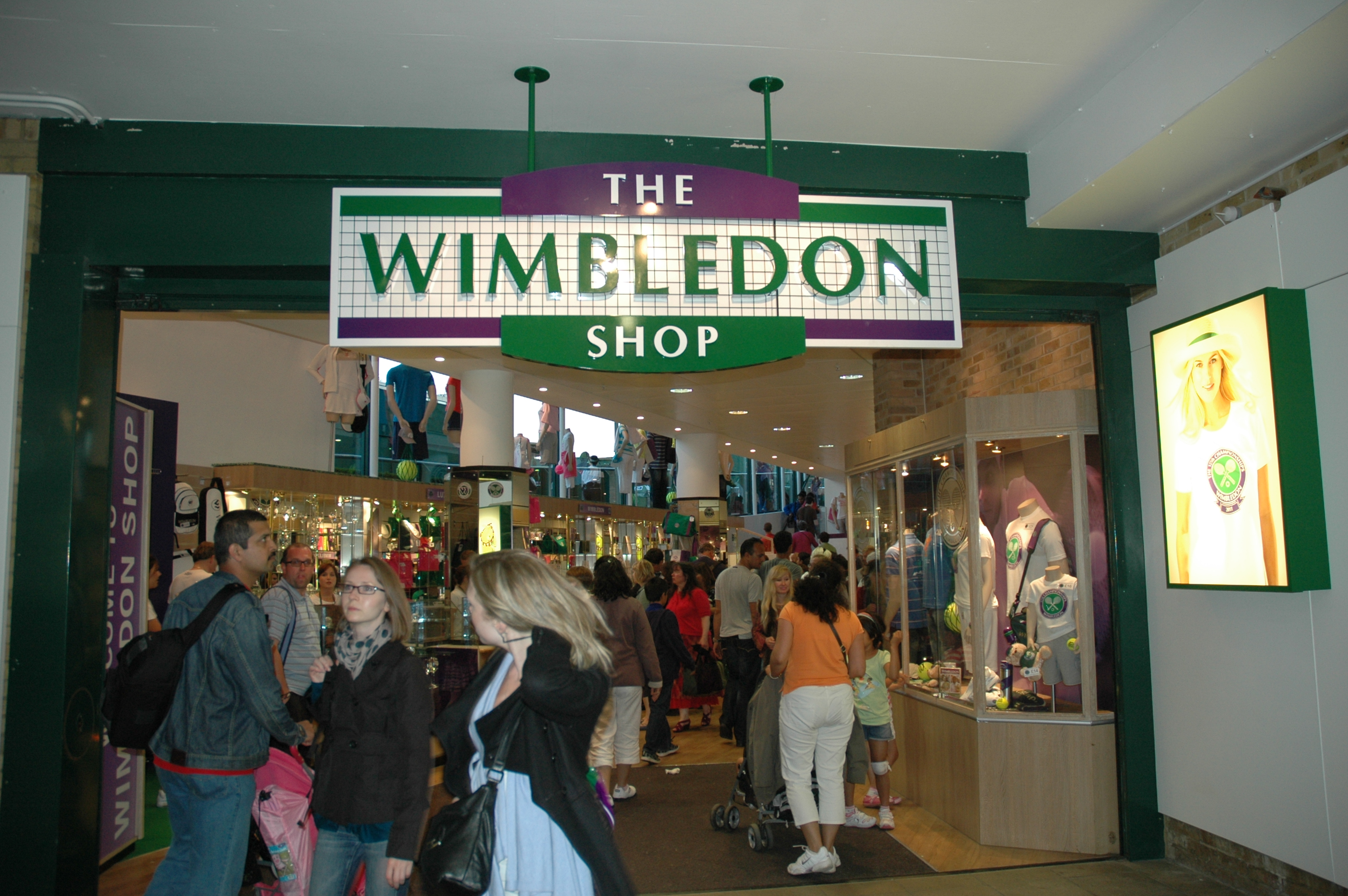
Negozio ufficiale
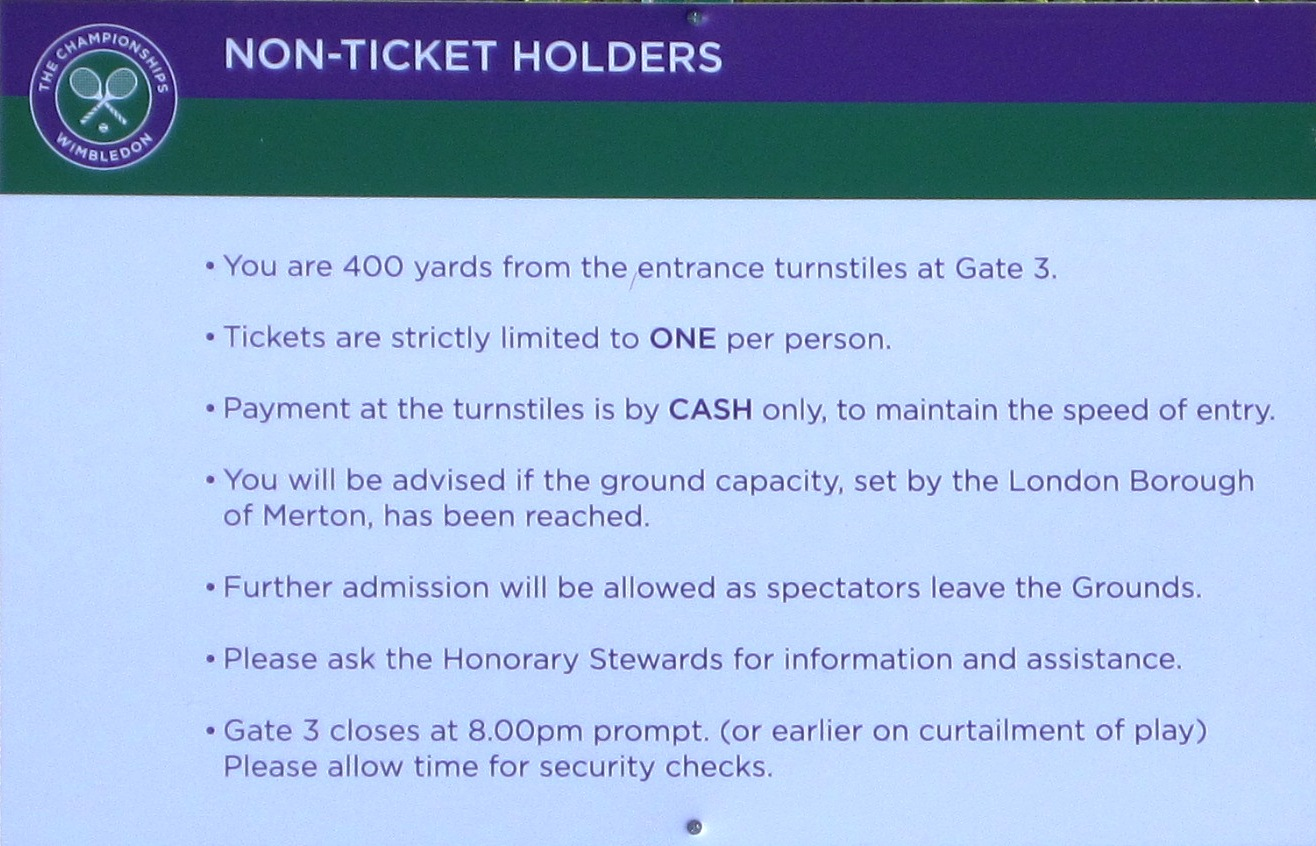
Istruzioni per chi non è già in possesso del biglietto
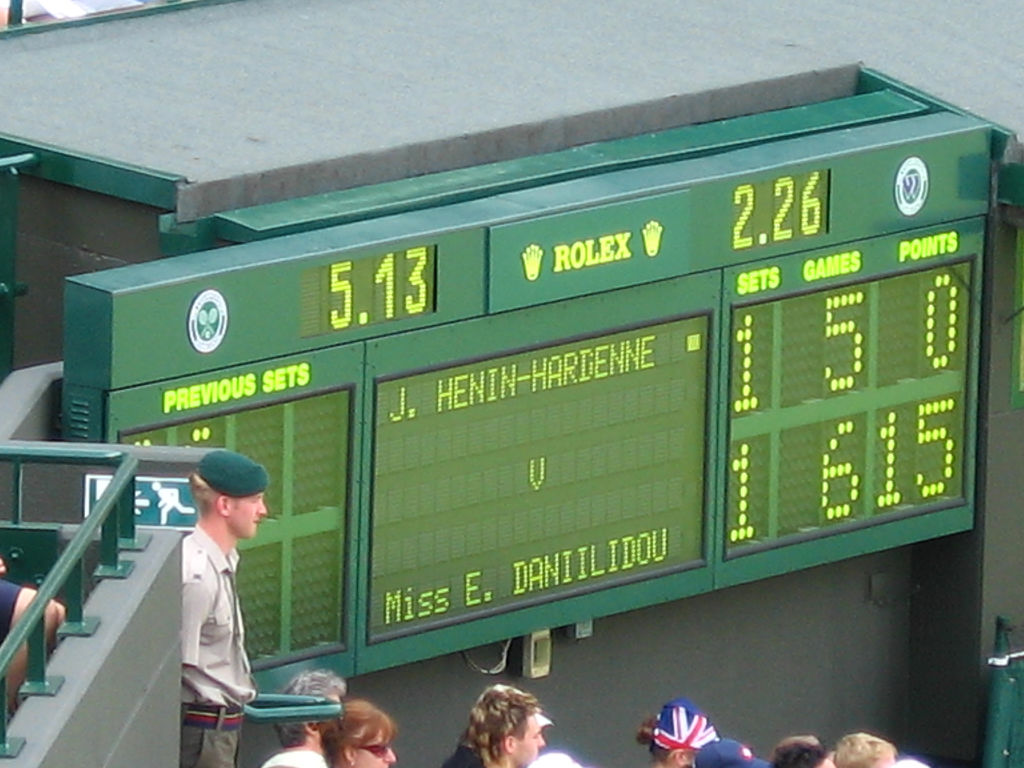
Tabellone
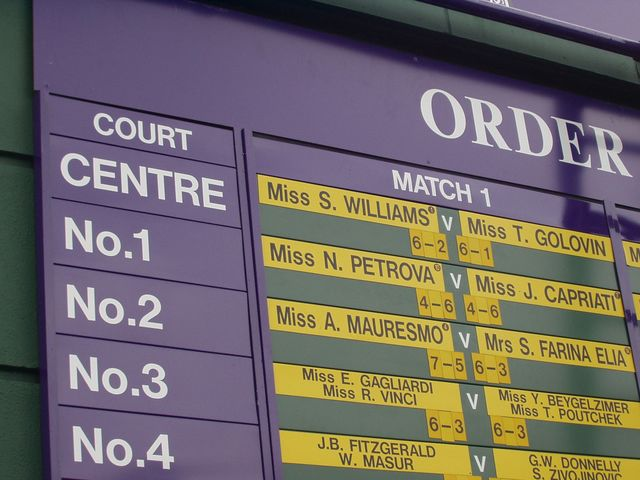
Ordine di gioco
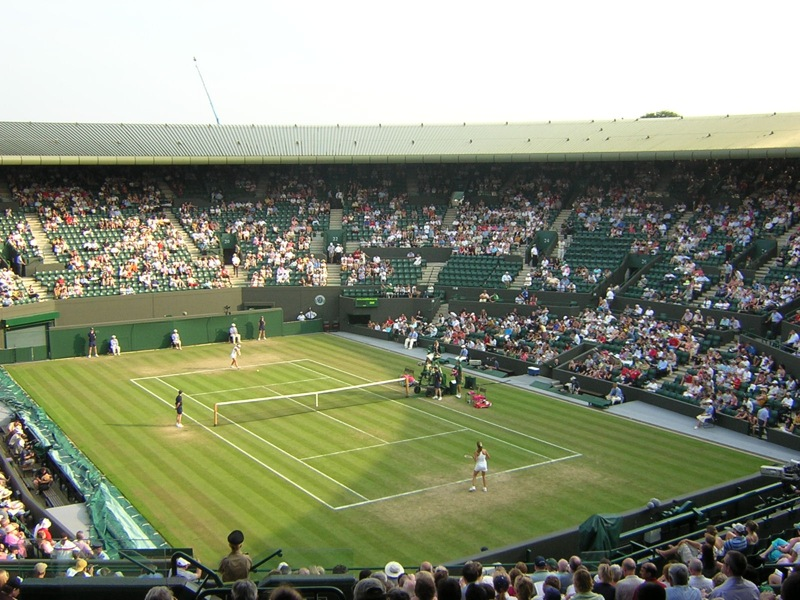
Il Campo Nr. 1
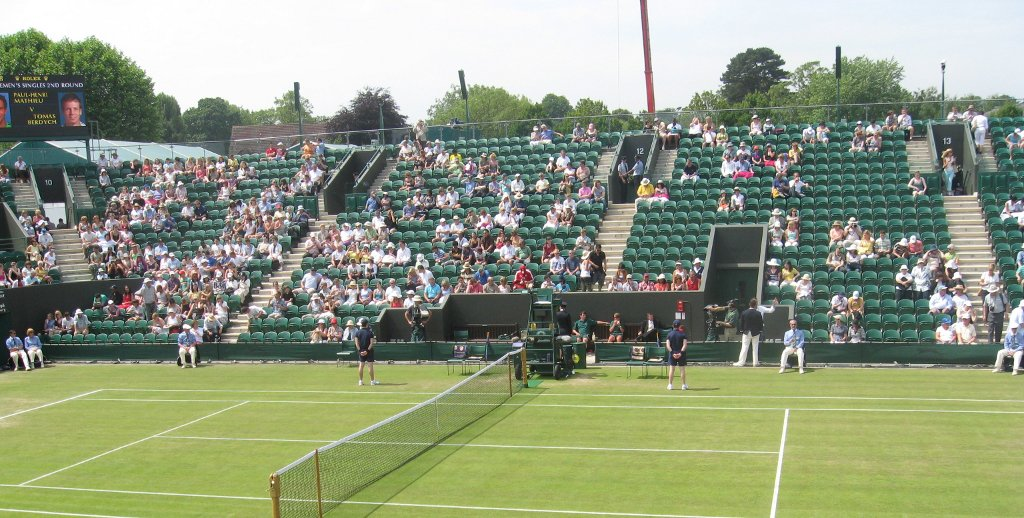
Il Campo Nr. 2
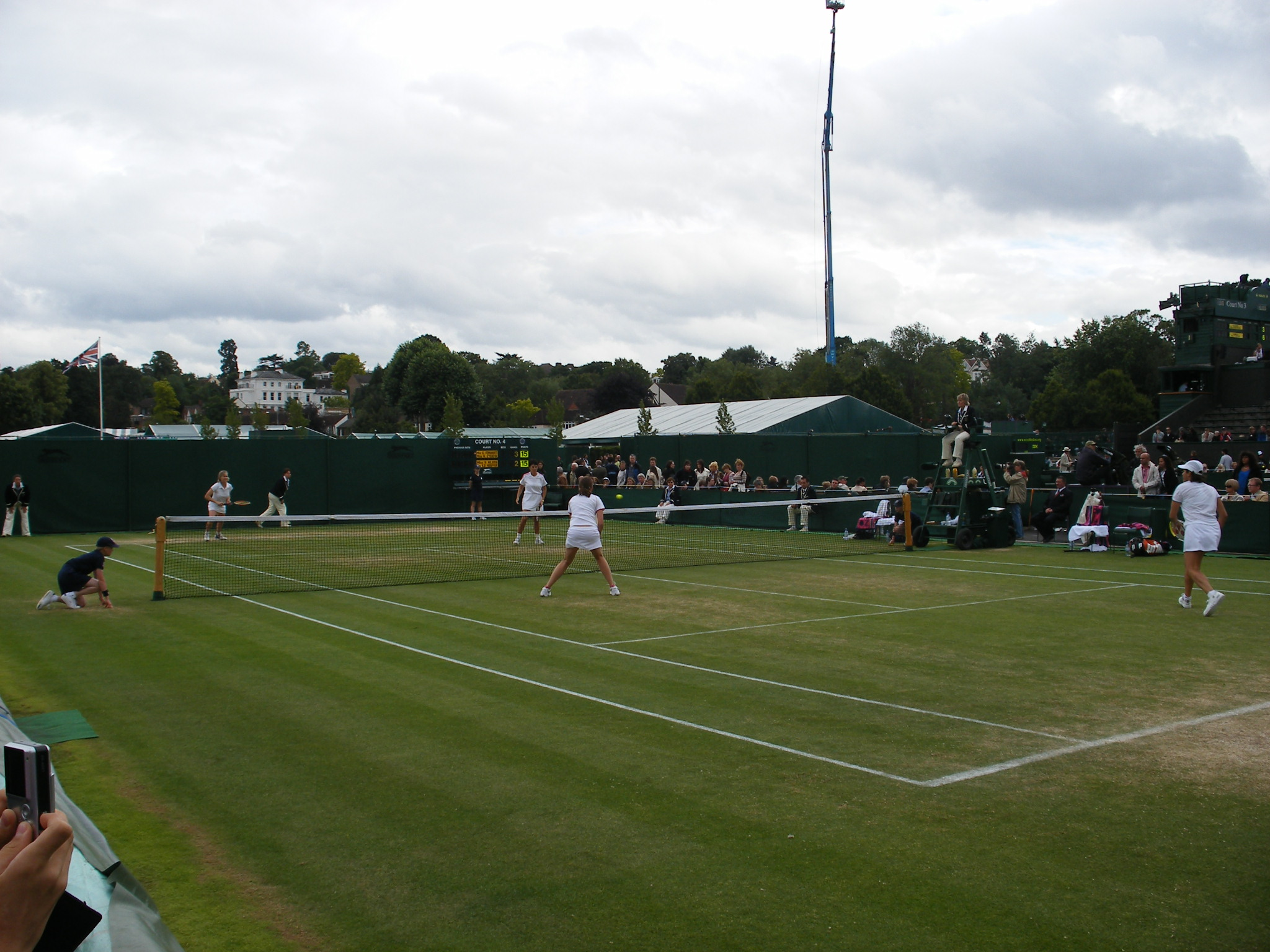
Campo 4
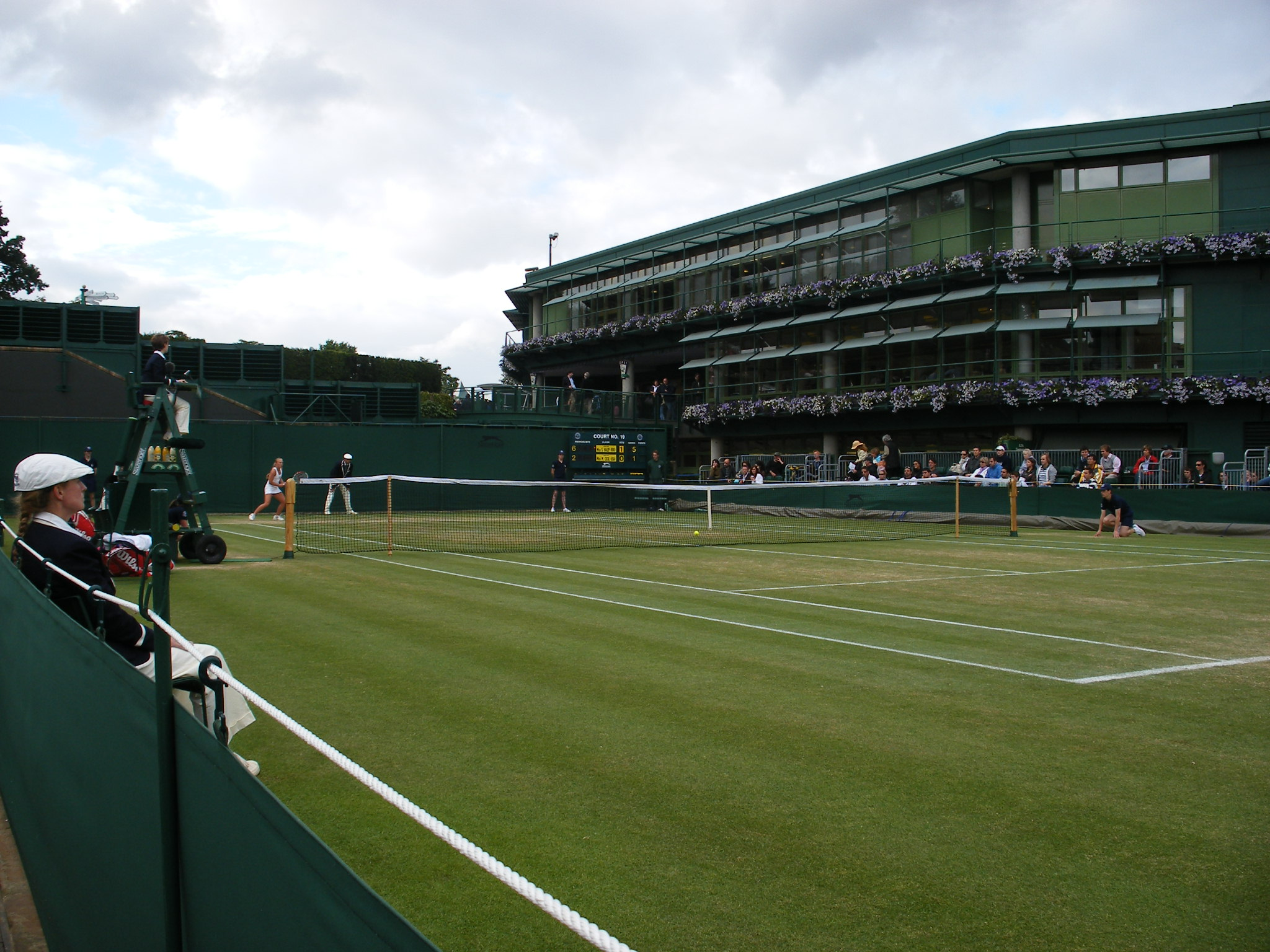
Campo 19
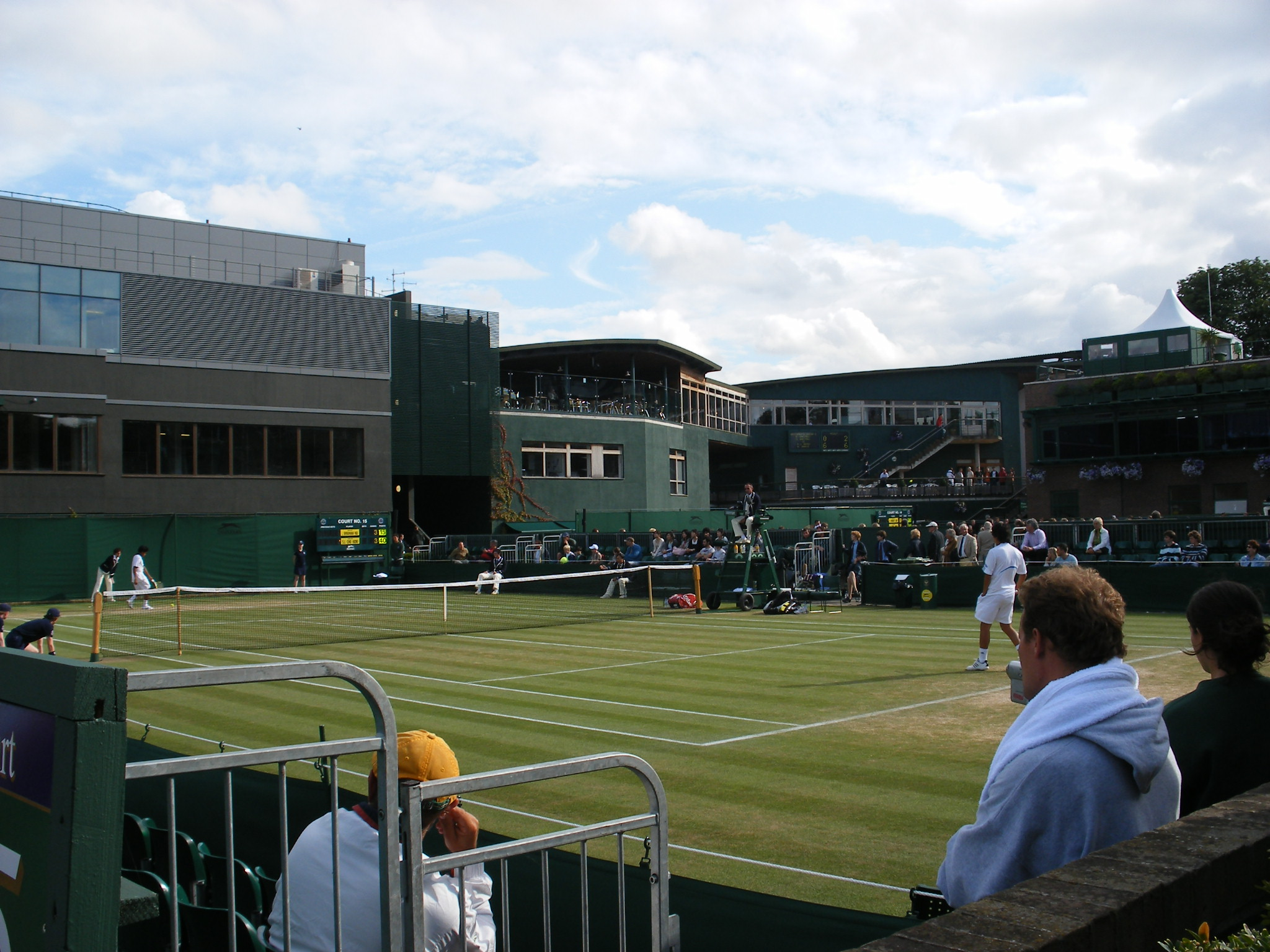
Campo 15
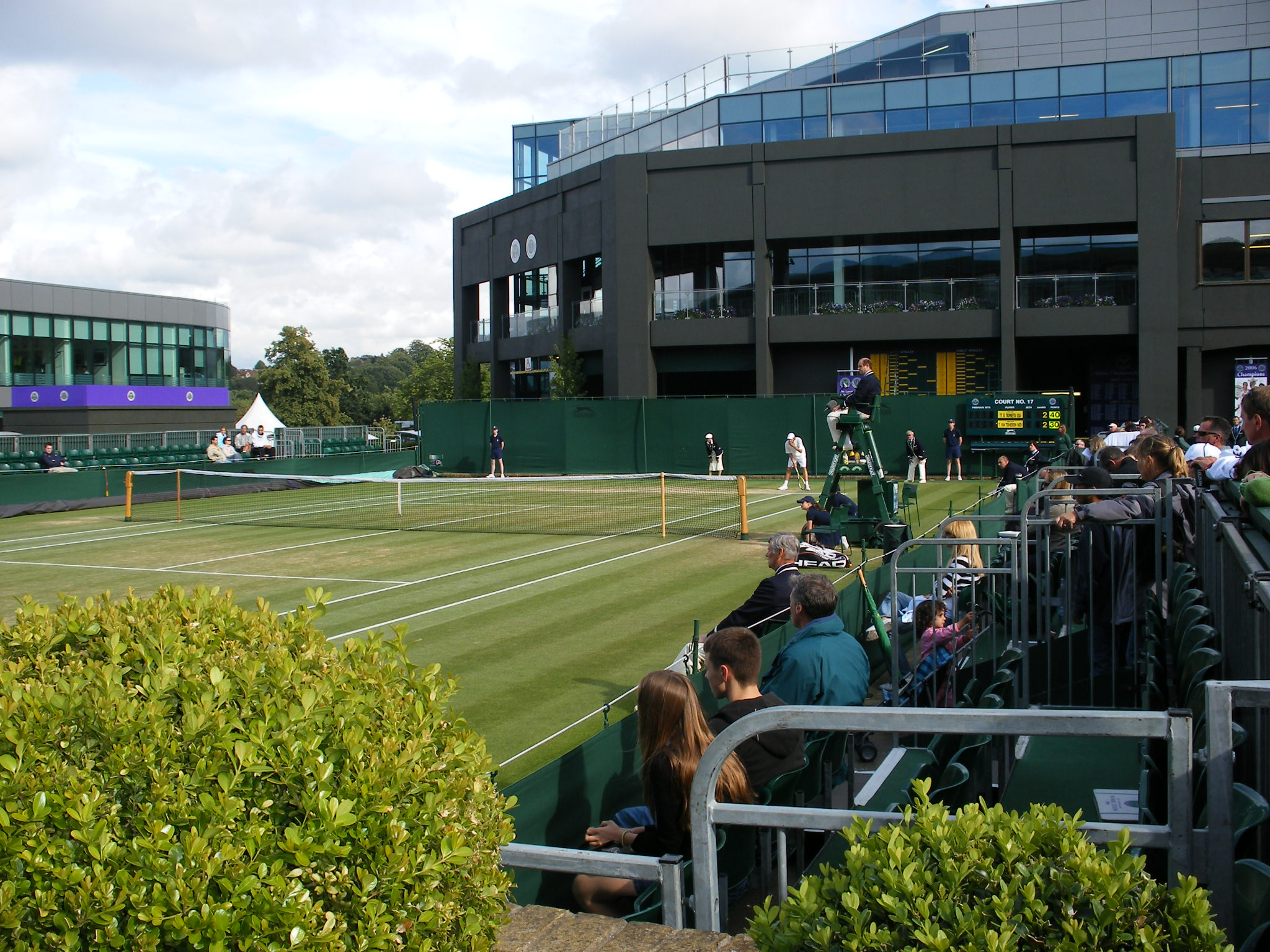
Campo 17